# Landeck (Tirol)
Landeck ist eine Stadt mit 7711 Einwohnern (Stand 1. Jänner 2025) im Oberinntal in Tirol (Österreich). Landeck ist die Bezirkshauptstadt des Bezirks Landeck, der tourismusintensivsten Region Österreichs und als Sitz des Bezirksgerichts Landeck auch Zentrum des Gerichtsbezirks Landeck.

## Geografie

### Geografische Lage
Landeck liegt an einer Biegung des Inns, der hier die von Westen aus dem Stanzer Tal kommende Sanna aufnimmt. Das Oberinntal bildet hier einen Talkessel, in dem östlich von Landeck auch Zams liegt. Landeck ist die westlichste Stadt Tirols.

### Geologie
Nördlich der Stadt erheben sich die Gipfel der Lechtaler Alpen, Teil der Nördlichen Kalkalpen. Höchster Berg ist die Parseierspitze mit 3036 m, bestehend aus Hornstein- und bunten Aptychenkalken. Vorherrschend ist Dolomitgestein, kennzeichnend ein vielfältiger, oft kleinräumig wechselnder Gesteinsaufbau überwiegend aus Sedimentgesteinen, der zu einem sehr abwechslungsreichen Landschaftsbild mit brüchigen, stark zergliederten, schuttreichen und dicht aneinander gereihten Bergen führt. Die Täler sind eng und tief eingeschnitten, zu den wildesten kalkalpinen Schluchten zählen das Larsenn- und Starkenbachtal sowie das Zammer Loch.
An die Kalkalpen schließt sich, getrennt durch eine ca. 50 m breite Störungszone, das Kristallin des Landecker Quarzphyllit an, der zu plastischer Verformung neigt. Geomechanisch stellt er eine Pufferzone zwischen den Kalkalpen und der Silvrettamasse dar. Hier stehen der stark geschieferte Quarzphyllonit, der stabilere Gneisphyllonit und Schiefergneis im Vordergrund.
In dieser Zone liefen Stauchungen in der Nord-Süd-Richtung ab, aber auch seitliche Verschiebungen in der Ost-West-Richtung. Der Landecker Quarzphyllit wurde dabei allmählich phyllitonisiert und begann sich plastisch zu deformieren. Die Grenzfläche zwischen Kalkalpen und Quarzphyllit ist seismisch aktiv, im Landecker Talkessel sind immer wieder Epizentren kleinerer Erdbeben aufgetreten.
Das Gestein ist leicht verwitterbar, der Glimmerreichtum befördert den mechanischen Zerfall, das Eindringen von Wasser und damit die Frostsprengung. In seinem Bereich runden sich die Bergformen, die Böden erleichtern die Bildung einer zusammenhängenden Pflanzendecke: Dazu zählen beispielsweise die Strengener Berghöfe wie die Fluren von Grins und Stanz und die Höfe am Pitztaler Teil des Venetbergs. Allerdings bilden sich auch leicht Wildbacheinrisse, z. B. der Thialgraben bei Landeck, der Dawingraben oder der Bereich oberhalb des Zappenhofes bei Tobadill.
Der Bergstock des Venet ist mit seinem Mittelgebirgscharakter Teil dieser Quarzphyllitzone. Durch seine von Gletschern der Eiszeit rund geschliffene Oberfläche fehlt eine stark ausgeprägte Felsstruktur, sodass er eine gute Grundlage für Alm- und Waldboden darstellt.
Der im Raum Landeck zu den Zentralalpen zählende Teil wird der Samnaungruppe mit Furgler, Hexenkopf und Vesulspitze sowie den Ötztaler Alpen, der größten Massenerhebung in den Ostalpen, zugerechnet. Die beiden Gebirgszüge werden durch den Inn getrennt, der erst nach der Eiszeit den Durchbruch durch den Quarzphyllit südlich von Landeck schaffte – vor der Eiszeit verlief das Inntal über den Piller.
Dominieren auch überall ostalpine Decken, so treten im Bereich vom Unterengadiner Fenster zwischen Giarsun im Engadin und Prutz penninische Decken mit Bündner Schiefer zutage.

### Klima
Laut Angaben der Zentralanstalt für Meteorologie und Geodynamik war das Klima in Landeck im Zeitraum 1997–2010 durch folgende Gesetzmäßigkeiten gekennzeichnet:
- Eine Jahresdurchschnittstemperatur von 8,8 °C. Im Juli wurde der Höchstwert mit 18,0 °C erreicht, im Jänner der Tiefstwert mit −1,5 °C.
- Die jährlichen Niederschläge sind aufgrund der Abschirmung durch die Nördlichen Kalkalpen mit 814 mm gering; das Maximum liegt im Sommer (August 120 mm und durchschnittlich 13,2 Tage mit Niederschlag), das Minimum im April mit 41 mm. Es gab im Schnitt 107,9 Niederschlagstage pro Jahr und 112,4 cm Schnee.
- Es wurden 1606,4 Sonnenscheintage verzeichnet, 191,5 davon im August.

|                        | Jan  | Feb  | Mär  | Apr  | Mai  | Jun  | Jul   | Aug   | Sep  | Okt  | Nov  | Dez  |   |      |
| Mittl. Temperatur (°C) | −1,5 | 1,0  | 4,8  | 8,6  | 13,0 | 16,0 | 18,0  | 17,5  | 14,9 | 10,2 | 3,4  | −1,1 | ⌀ | 8,8  |
| Mittl. Tagesmax. (°C)  | 2,6  | 6,0  | 11,0 | 14,5 | 19,8 | 22,3 | 24,6  | 24,1  | 20,4 | 15,2 | 7,1  | 2,7  | ⌀ | 14,2 |
| Mittl. Tagesmin. (°C)  | −4,1 | −3,3 | −0,1 | 2,7  | 7,1  | 9,8  | 11,8  | 11,8  | 8,8  | 4,6  | −0,4 | −3,1 | ⌀ | 3,8  |
|                        |      |      |      |      |      |      |       |       |      |      |      |      |   |      |
| Niederschlag (mm)      | 47,0 | 50,0 | 46,0 | 41,0 | 75,0 | 95,0 | 114,0 | 120,0 | 71,0 | 44,0 | 57,0 | 54,0 | Σ | 814  |
|                        |      |      |      |      |      |      |       |       |      |      |      |      |   |      |
| Sonnenstunden (h/d)    | 2,3  | 3,7  | 4,8  | 4,9  | 5,9  | 5,4  | 6,2   | 6,2   | 5,3  | 4,3  | 2,5  | 1,4  | ⌀ | 4,4  |

| −4,1 |

| −3,3 |

| −0,1 |

| 2,7 |

| 7,1 |

| 9,8 |

| 11,8 |

| 11,8 |

| 8,8 |

| 4,6 |

| −0,4 |

| −3,1 |

| −4,1 |

| −3,3 |

| −0,1 |

| 2,7 |

| 7,1 |

| 9,8 |

| 11,8 |

| 11,8 |

| 8,8 |

| 4,6 |

| −0,4 |

| −3,1 |

| N i e d e r s c h l a g | 47,0 | 50,0 | 46,0 | 41,0 | 75,0 | 95,0 | 114,0 | 120,0 | 71,0 | 44,0 | 57,0 | 54,0 |
|                         | Jan  | Feb  | Mär  | Apr  | Mai  | Jun  | Jul   | Aug   | Sep  | Okt  | Nov  | Dez  |

### Stadtteile
Die Stadtgemeinde und einzige gleichnamige Ortschaft bzw. Katastralgemeinde Landeck gliedert sich in die fünf Stadtteile Angedair, Perfuchs, Perfuchsberg, Perjen und Bruggen.
| Katastralgemeinden  | Ortschaften in der Gemeinde                                                               |
| ------------------- | ----------------------------------------------------------------------------------------- |
| Landeck (15,87 km²) | Landeck (Stadt) Bruggen (Stt) Perfuchs (Stt) Perfuchsberg (R) Perjen (Stt) Thialmühle (R) |
| Legende             |                                                                                           |

| In der Spalte Katastralgemeinden sind sämtliche Katastralgemeinden einer Gemeinde angeführt. In der Klammer ist die jeweilige Fläche in km² angegeben. |
| In der Spalte Ortschaften sind sämtliche von der Statistik Austria erfassten Siedlungen, die auch eine eigene Ortschaftskennziffer aufweisen, angeführt. In der Hierarchieebene derselben Spalte, rechts eingerückt, werden nur Ansiedlungen, die mindestens aus mehreren Häusern bestehen, dargestellt. Die wichtigsten der verwendeten Abkürzungen sind: - M = Hauptort der Gemeinde - Stt = Stadtteil - R = Rotte - W = Weiler - D = Dorf - ZH = Zerstreute Häuser - Sdlg = Siedlung - Hgr = Häusergruppe - E = Einzelgehöft (nur wenn sie eine eigene Ortschaftskennziffer haben) Die komplette Liste der Statistik Austria ist in: Topographische Siedlungskennzeichnung nach STAT Zu beachten ist, dass manche Orte unterschiedliche Schreibweisen haben können. So können sich Katastralgemeinden anders schreiben als gleichnamige Ortschaften bzw. Gemeinden. Quelle: Statistik Austria – |

Die zwei Gemeinden Angedair und Perfuchs wurden im Jahr 1900 zur neuen Gemeinde Landeck vereinigt. Diese erhielt 1904 das Marktrecht und wurde im Jahr 1923 zur Stadt erhoben. Die beiden heutigen Ortsteile Bruggen und Perjen waren ursprünglich der Gemeinde Perfuchs zugeordnet, die zur Gänze links des Inn gelegen war. Angedair umfasst noch heute das gesamte Landeck rechts des Inn.
Während der nationalsozialistischen Herrschaft 1939 bis 1945 wurde Landeck mit der Nachbargemeinde Zams vereinigt und sollte zu einer Großstadt an der Südgrenze des Großdeutschen Reiches ausgebaut werden. Nach 1945 war die Zwangsehe nicht mehr aufrechtzuerhalten, die Bewohner von Zams hatten sich nie damit abfinden wollen.

### Nachbargemeinden
Alle sieben Nachbargemeinden liegen im Bezirk Landeck.
| Grins    | Stanz bei Landeck                           | Zams  |
| Pians    | Kompassrose, die auf Nachbargemeinden zeigt | Fließ |
| Tobadill | Fiss                                        | Fließ |

## Geschichte

### Urgeschichte und Antike

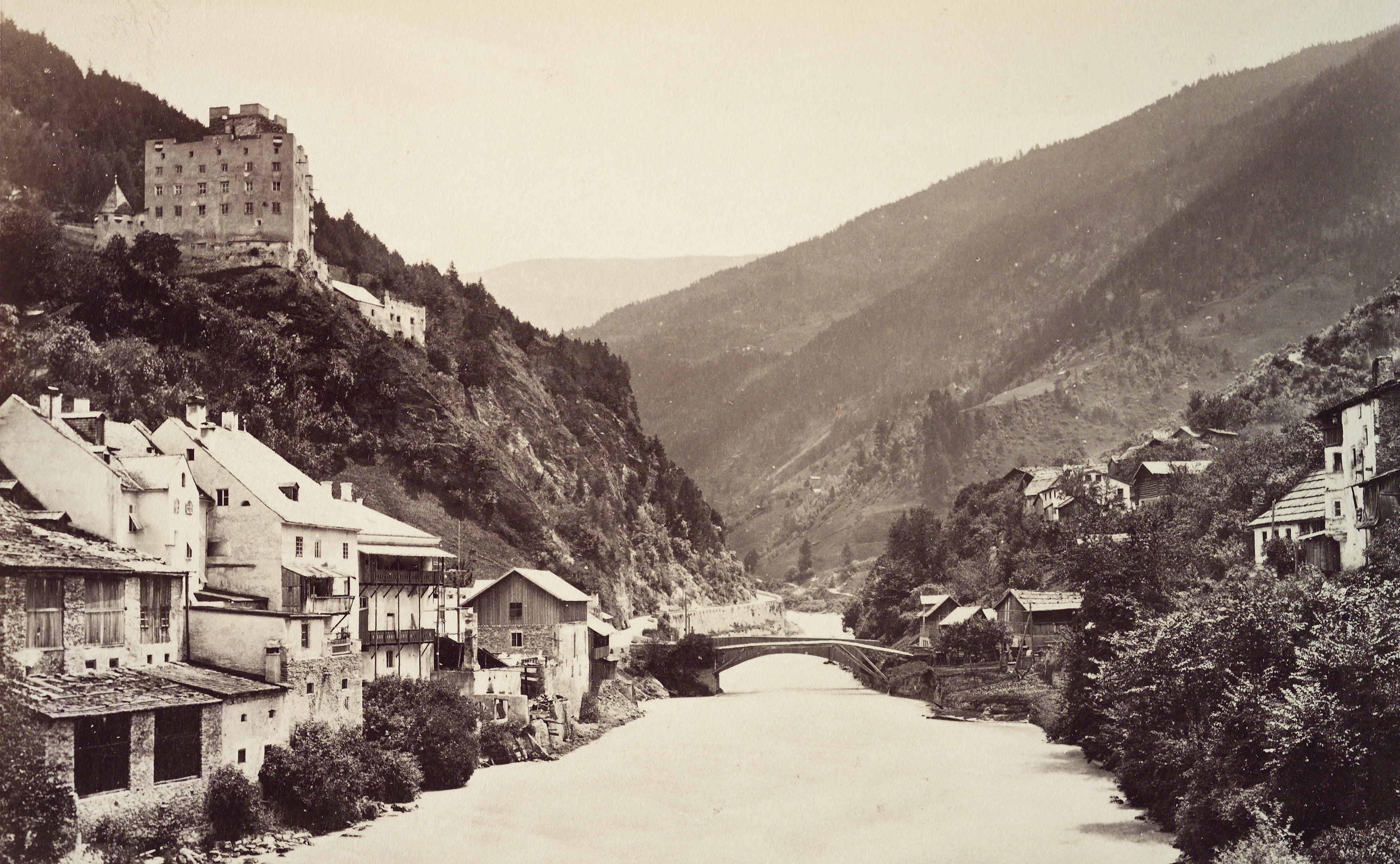
Landeck um 1890. Blickrichtung flussaufwärts: Inn, links Burg Landeck

Aus der Fritzens-Sanzeno-Kultur des 5. bis 1. Jahrhunderts v. Chr. wurden im Jahr 1886 in Perjen mehrere Gebäudereste gefunden, Begräbnisplätze, Tierknochen und ein Eisenmesser. Im Jahr 2018 entdeckte man eine mehr als 10 cm große Bronzefigur, die als Opfergabe diente, daneben fand man eine Gewandspange und einige Eisenobjekte, verbrannte Tierknochen und Keramikscherben. Es handelte sich demnach um einen Brandopferplatz, wo Köpfe und Füße von Haustieren den Göttern geopfert wurden. Die Rückstände (Knochen und Asche) waren sakrales Gut und gehörten den Göttern. Die vorgefundenen Keramikreste dienten als Behältnis für Speiseopfer, konnten aber auch bei Kultmahlen Verwendung finden.
Die Sprachwissenschaftler Peter Anreiter und Marialuise Haslinger führen die Ortsbezeichnungen Zams („durch ein feuchtes Land fließender Fluss“) und Angedair („Ort, wo es eine Biegung gibt“) auf eine vorrömische Schicht zurück. Der heutige Ortsteil der Bezirkshauptstadt bedeute im Wortsinn damit letztlich nichts anderes als die heutige Ortsbezeichnung „Landeck“. Der auf der linken Innseite befindliche Stadtteil Perjen wird als Siedlung „bei der Brücke“ gedeutet, der Landecker Hausberg Thial als „Ort, wo eine Alphütte steht“. Gemeint sei damit ursprünglich das almwirtschaftlich genutzte Gebiet unterhalb des Berggipfels, von dem der Name dann „aufgewandert“ sei.
Die älteste Römerstraße, die Tirol durchquerte, führte von Italien durch den Vinschgau über den Reschenpass nach Landeck und erreichte über den Fernpass Augsburg, von den Römern Augusta Vindelicorum genannt. Sie wurde 46 und 47 n. Chr. unter dem römischen Kaiser Claudius vollendet und nach ihm Via Claudia Augusta benannt. Über den Arlbergpass führte hingegen das ganze erste Jahrtausend nur ein schwer zu begehender Saumpfad mit lokaler Bedeutung. Aus der Römerzeit sind zahlreiche Münzen überliefert, was schon vor den Ergebnissen der Ausgrabungen in der Stadtpfarrkirche (vgl. dazu den entsprechenden Abschnitt unten) für eine rege Siedlungstätigkeit sprach. Jedenfalls befand sich im Landecker Talkessel ein Dorf, verbunden mit einer Raststation (mansio) an der Via Claudia Augusta.
Die erste Kirche, eine spätrömische Saalkirche, wird in die Zeit zwischen 430 und 480 datiert. Sie ist schon um ca. 500 um eine Apsis mit einer großen Priesterbank und einer Taufkapelle erweitert worden, von welcher die Fundamente und das frühchristliche Taufbecken erhalten geblieben sind. Es muss somit schon im 5. Jahrhundert in Landeck eine relativ große christliche Gemeinde bestanden haben. Die Priesterbank bot Platz für 5–7 Geistliche, weshalb die Vermutung nahe liegt, dass die Kirche mit einem Kloster verbunden war, wie dies auch in Säben, dem ersten Tiroler Bischofssitz, der Fall war. Die einheimische Bevölkerung übernahm viel von der Lebensweise und der Kultur der Römer: Wein- und Obstanbau, Steinbau, Kunst des Mörtelmischens und viele andere Errungenschaften.
Der Römerzeit lassen sich zahlreiche Flurnamen zuordnen: Die „Fasche“ beim Weiher Böden bezieht sich auf langgestreckte Wiesenstreifen, „Quadratsch“ bezieht sich auf eine quadratische Grundstücksform. „Gampen“ bedeutet Platz vor der Almhütte, „Kristille“ steht für eine kleine Anhöhe. „Gasill“ leitet sich von einem kleinen Haus in einem ganz offensichtlich erst von den Römern gerodeten Gebiet ab, „Katlaun“ ist ein großer Hof, „Galpeins“ ein mit Fichten bewachsener Hügel, „Liget“ ein fruchtbarer Boden. Der Ortsteil Perfuchs war ursprünglich auf das Überschwemmungsgebiet an Inn und Sanna bezogen und ist erst viel später auf das ganze Gebiet übertragen worden. „Riefe“ wird heute noch für einen Erdrutsch oder Murbruch verwendet, „Ronggala“ ist der Ort einer kleinen Rodung.

### Mittelalter
Im 6. Jahrhundert war der Landecker Raum eher nur dünn besiedelt, als die Franken sukzessive begannen, die Herrschaft über den gesamten Alpenraum auszudehnen. Sie waren es auch, die in den folgenden 250 Jahren die ursprüngliche kulturelle und vor allem politische Ausrichtung der Alpen vom Süden hin zum Norden ausrichteten. Bajuwaren stießen seit dem 8. Jahrhundert ins Inntal vor und leiteten letztlich eine umfangreiche Kolonisierung ein. Bruggen ist das bayrische Äquivalent zu Perjen, „Burschl“ erinnert an eine befestigte Anlage, mit deren Hilfe man den Verkehr vom Oberinntal ins Stanzertal kontrollierte. „Gasti“ ist ein Steilweg, „Gramlach“ der Ort, wo Flachs verarbeitet wird. Die „Klais“ war ein verschiebbares Gehege für Pferde und Schafe, der „Kreuzbühel“ ein Hügel, auf dem ein Kreuz steht. Das „Stampfle“ ist ein Ort, wo sich eine Stampfmühle befindet, die „Urtl“ ist das Gebiet, wo das Gerichtsurteil vollstreckt wurde. Bayern gliederte sich in Gaue und Grafschaften als Mittelstellen der staatlichen Verwaltung für Gerichtswesen, öffentliche Sicherheit und Wirtschaft. Zum Teil schon im 8. Jahrhundert erwähnt, sind ihre meist naturbedingten Grenzen teilweise heute noch in den modernen Verwaltungsbezirken erhalten. Zu welchem Gau der Landecker Raum ursprünglich gehörte, ist unklar. Vermutlich ab dem 10. Jahrhundert besaßen die Welfen die Grafschaft, haben aber Teile an Geschlechter wie die Grafen von Eppan-Ulten, die Freiherrn von Wanga und die Grafen Eschenlohe verliehen. In der zersplitterten Grafschaft bildeten sich vier Hochgerichte heraus: Hörtenberg (Telfs), Petersberg (Silz), Imst und Landeck.
Während Imst allerdings schon im Jahr 763 urkundlich erwähnt wird, gab es lange Zeit keine Gemeinde mit dem Namen Landeck. Die Siedlung wurde durch den Inn scharf in die Ortschaften Perfuchs und Angedair geteilt.
1150 wurden in einer Marienberger Urkunde „die freien Leute“ (freien Bauern) aus Zams, Stanzertal (= St. Anton), Fließ und Prutz als Zeugen genannt. Bis Mitte des 13. Jahrhunderts hat der Landecker Raum offenbar mit dem Bereich der Gerichte Imst und Petersberg zum Herrschaftsbereich der Grafen von Ulten gehört. Nach deren Aussterben im Jahr 1248 kam diese Herrschaft an die Grafen von Tirol. Nach dem Tod von Graf Albert III. wurde das Gebiet zwischen seinen Schwiegersöhnen im Jahr 1254 bei „landeke“ an der Prienner Brücke getrennt. Meinhard II. vereinigte die Gebiete aber 1263 wieder, wodurch der Gerichtssprengel Landeck entstand. Wo der Gerichtssitz angesiedelt war, ist nicht eindeutig geklärt, da in Urkunden von 1289 bzw. 1297 der Richter sowohl als „iudex de Landeck“ als auch als „iudex de Zams“ genannt worden ist. Ausgaben zu Bauarbeiten an der Burg Landeck deuten darauf hin, dass im Jahr 1296 die endgültige Entscheidung zugunsten Landecks gefallen ist. Das Gericht selbst wird zum ersten Mal im Jahr 1282 genannt. Dieses setzte sich aus drei sehr alten, bereits bestehenden, voneinander unabhängigen Dinggemeinden Stanzertal, Zams und Fließ zusammen. Für jeden dieser Bezirke, Drittel genannt, gab es ursprünglich eine eigene Dingstätte, einen Treffpunkt für allgemeine Gerichts- oder Gemeindeversammlungen. Für die größte, Zwotel oder „Zweiteil“ genannte, Gemeinde befand sich diese in Perfuchs: Sie umfasste das gesamte Stanzertal von Perfuchs und Stanz bis zum Arlberg samt Kaisers, aber auch die Paznauner Orte Kappl samt Langesthei.
Die Fließer Dingstätte war für Fließ, Fließerberg, Piller und Hochgallmig zuständig, jene von Zams für Zams und Zammerberg mit Falterschein, Saurs, Schönwies und Angedair. Obwohl Perfuchs und Angedair somit unterschiedlichen Gemeinden angehörten und politisch und wirtschaftlich getrennt waren, bildeten sie dennoch eine gemeinsame Kirchengemeinde Landeck. Im Jahr 1270 hat der Bischof Heinrich von Chur der „Ecclesia“ in Angedair einen Ablassbrief verliehen. Allerdings unterstand Landeck der Pfarre in Zams, die ihre Mutterpfarre ihrerseits ursprünglich in Stanz hatte, die älteste der Gegend, bezeichnenderweise dem Apostelfürsten Petrus geweiht.
Verkehr und Handel wurden von den drei Burgen des Talkessels kontrolliert (Schloss Landeck, Burg Schrofenstein, Kronburg).
Herzog Leopold III. erlaubte 1380 Hans von Starkenberg, auf dem Felssporn 3 km östlich von Zams die Kronburg zu erbauen. 1423 fiel sie nach einem fehlgeschlagenen Aufstand gegen Herzog Friedrich IV. in dessen Hände. Sein Nachfolger Erzherzog Siegmund verpfändete die Burg 1485. Der spätere römisch-deutsche Kaiser Maximilian I. löste sie 1502 wieder zurück und verkaufte sie dem Geschlecht der Fieger.
Im Jahr 1228 wurde erstmals das Geschlecht „von Schrofenstein“ urkundlich erwähnt; vermutlich bestand schon zu dieser Zeit die Festung. Sie gehörte zum Fürstbistum Chur, die Herrn von Schrofenstein waren Ministerialen der dortigen Bischöfe. Sie wehrten sich energisch gegen die Bestrebungen von Meinhard II., die Befugnisse des Adels einzuschränken. Als es im Jahr 1312 zu einem Krieg zwischen den Grafen von Montfort und König Heinrich von Böhmen, dem Landesherrn der Gefürsteten Grafschaft Tirol, kam, wurden die Schrofensteiner zwischen den Fronten aufgerieben. Die Burg Arlberg wurde zerstört und Schrofenstein arg in Mitleidenschaft gezogen. 1406 wurde die Anlage beim Einmarsch der Appenzeller wieder schwer beschädigt. 1546 starben die Herrn von Schrofenstein aus und der Bischof von Chur belehnte die Herrn von Trautson mit der Festung. 1775 kam die Anlage an die Herrn von Auersperg und begann zu verfallen, sodass 1807 der Vertreter dieses Geschlechts die Burg verließ. 1810 wurde Schrofenstein an Bauern verkauft, welche aber sowohl das Inventar als auch Baumaterial aus der Burg nahmen und diese innerhalb von drei Jahrzehnten zur Ruine verfiel.
Die Burg Landeck wurde erstmals Ende des 13. Jahrhunderts urkundlich erwähnt und etablierte sich als Gerichtssitz. 1304 findet sich auch die Anmerkung einer Burgkapelle, welche dem Hl. Stephanus geweiht war. 1368 wurde die Befestigung von den Bayern erobert, jedoch im Frieden von Schärding 1369 wieder an Tirol refundiert. Bis zum Ende des 15. Jahrhunderts verfiel Burg Landeck zusehends. Erst unter den Richtern Roland und Sigmund von Schrofenstein wurden umfassende Bau- und Sanierungsmaßnahmen durchgeführt: die Zwingeranlage wurde erneuert, die Kapelle mit Fresken versehen und eine Flurhalle errichtet.
Der Vorsteher des Gerichts war neben seinen richterlichen Aufgaben zunächst auch für einen umfangreichen Verwaltungsbereich zuständig – Steuer, Wehrwesen, öffentliche Arbeiten im Bereich der Straßen und Befestigungen. Im 14. Jahrhundert wurden diese beiden Ämter getrennt, der vom Landesfürsten eingesetzte Pfleger war nun für die Verwaltungsagenden zuständig und hatte auch für die Besoldung des Richters zu sorgen.
Seit dem 13. Jahrhundert stieg der Handelsverkehr über den Reschen bedeutend an, ebenso über die Verkehrswege aus dem Engadin. Vom bedeutenden Handelsverkehr zwischen den italienischen und den deutschen Städten profitierten aber vor allem Prutz und Zams als Rodstationen, nicht aber Landeck: Denn der Weg war über Fließ und die Trams zur Brücke bei Zams verlaufen, und berührte Landeck damit nur am Rande, denn auch der Verkehr Richtung Westen verlief über Stanz und Grins. Der steigende Verkehr Richtung Westen seit dem 13. Jahrhundert, zurückzuführen auch auf die Salzfrachten der Haller Saline. Wohl um 1300 hat man den Weg deutlich abkürzen wollen und unterhalb von Schloss Landeck die Brücke über den Inn nach Perfuchs und von dort nach Bruggen zum Arlberg genommen. Im Jahr 1315 beklagten sich die Gemeinden des Gerichts Landeck, dass Konrad von Prienne auf dem von ihm angelegten Weg auf den Arlberg eine viel zu hohe Maut verlangen würde. Gegen Versuche, die Straße in die Tiefe des Stanzertales zu verlegen, wehrte sich Grins energisch und erhielt im Jahr 1330 die Bestätigung, dass die Verbindung durch diesen Ort gehen müsse. Allerdings ist dann bereits in den Jahren 1343 und 1347 vom Bau eines Weges nach dem „Arl“ „bei dem Wasser“ (= Bruggen) die Rede. Mit der Erwerbung Tirols durch die Habsburger im Jahr 1363 erlebte die Verbindung Richtung Westen einen weiteren Aufschwung, der mit der Erbauung des Hospizes St. Christoph durch Heinrich vom Kempten (Findelkind) im Jahr 1386 seinen Ausdruck fand. Am 23. Oktober 1414 kam Papst Johannes XXIII. in Landeck an und zog von dort weiter nach Arlberg nach Konstanz zum Konzil. Unterstützt vom Landesfürsten Friedrich mit der leeren Tasche, wurde er aber auf dem Konzil abgesetzt und Friedrich vom Kaiser geächtet. Dennoch hielten die Bauern und Bürger im Gegensatz zu den Adeligen zu ihrem Landesfürsten, wobei sich besonders die Landecker, in der Sage phantasievoll ausgeschmückt, positiv hervorgetan haben sollen. Friedrich unterstützte das Streben nach kirchlicher Selbstständigkeit, Landeck erhielt im Jahr 1430 einen eigenen Kaplan für seine Kirche. Sein Nachfolger Erzherzog Sigmund förderte den Bau einer neuen Kirche, einem prächtigen Gotteshaus, das 1493 eingeweiht wurde – Prutz und Zams waren damit endgültig überflügelt.
Schon 1406 drängten die Appenzeller in ihrem Kampf gegen die «Fürstengewalt» und den Fürstabt von St. Gallen mit ungestümen Raubzügen in die angrenzenden Regionen vor: Im Süden zogen sie in die Linthebene, im Westen bis in den Thurgau und im Osten unter Ital Reding bis nach Vorarlberg und Tirol. Während zweier Jahre verbreiteten sie Schrecken unter den Fürsten und Begeisterung und Freiheitshoffnungen unter Bauern und Landleuten, so auch unter vielen im westlichen Tirol, wo man ebenfalls von einer freien Bauernrepublik zu träumen begann: „Friede den Hütten, Zerstörung den Zwingburgen“. Sie stürmten die Altenburg, brannten Ladis nieder, zerstörten die Burg Laudeck, belagerten Wiesberg. Die Landecker Brücke wurde von den Schweizern überrannt und auch bei Stams ein Tiroler Aufgebot vernichtend geschlagen. Am 13. Januar 1408 erlitten sie jedoch bei Bregenz eine verheerende Niederlage, die sie den Ruf der Unbesiegbarkeit kostete. Die Appenzeller zogen sich in ihr Stammland zurück, allerdings leisteten die Oberländer erst 1412 dem Pfleger von Laudegg und dem Landesfürsten wieder ein Treuegelöbnis.

### 1500–1900
Wie zahlreiche andere Gerichte hat man auch das Gericht Landeck häufig an Adelige verpfändet, so etwa an Oswald von Schrofenstein im Jahr 1488 (vgl. dazu den spätgotischen Schrofensteineraltar und den Totenschild in der Stadtpfarrkirche). Von 1549 bis 1705 war das Gericht an die Familie Gienger verpfändet (vgl. dazu ebenfalls den Renaissance-Totenschild in der Stadtpfarrkirche).
Im Jahr 1623 wurde Landeck endgültig kirchlich von Zams unabhängig und wurde zur selbständigen Kuratie erhoben: Das Kirchspiel „Landegg“ bestand aus Angedair, Perfuchs, Perfuchsberg und Bruggen. Zeitgleich wurde Landeck zu einem Schwerpunkt der Hexenprozesse in Tirol, denen mehrere Frauen zum Opfer fielen – sie wurden in der „Urtl“ verbrannt. Zudem wütete in Landeck in den Jahren 1633–1636 die Pest. Die vielen Toten wurden im Burschl in Perfuchs begraben und in der Folge ein Kirchlein zu Ehren der Heiligen Sebastian, Rochus und Pirmin errichtet. Dorfordnungen für Angedair (1638) und Perfuchs mit Bruggen (1641) regelten vor allem landwirtschaftliche Fragen.
Da in vielen landwirtschaftlichen Betrieben der Ertrag nicht ausreichte, um eine Familie versorgen zu können, mussten vom Ende des Dreißigjährigen Krieges (1648) bis zur Eröffnung der Arlbergbahn im Jahr 1884 – so wie in den umliegenden Dörfern – erwachsene Männer als Saisonarbeiter nach Deutschland und in die Schweiz gehen sowie schulpflichtige Mädchen und Burschen als sogenannte Schwabenkinder in den süddeutschen Raum ziehen.
1703 konnte der Landsturm der Gerichte Landeck, Pfunds und Nauders während des Spanischen Erbfolgekrieges die bayrischen und französischen Invasoren bei der Pontlatzer Brücke besiegen und an der Landecker und Zammer Brücke gefangen nehmen. Der Dank des Kaisers bestand in der Übergabe eines silbernen Ehrenbechers. Nach diesem Ereignis sandten diese Gerichte aber auch Vertreter nach Wien, wo sie forderten, dass die Gerichtsbarkeit endlich wieder direkt beim Landesherrn liegen und damit die adelige Gerichtsherrschaft abgelöst werden sollte. Zudem müsse die Bevölkerung ein Mitspracherecht bei der Besetzung des Richter- und Pflegeramtes haben. Die außerordentlich hohe Ablösesumme von 16.500 Gulden wurde von den Bewohnern des Gerichts ausgelegt, die Ernennung des Pflegers bzw. Richters erfolge seitdem zwar durch die Regierung, allerdings aufgrund eines Dreiervorschlages der Gerichtsgemeinden. Zur Ermittlung des Vorschlages versammelten sich alle männlichen ortsansässigen Bewohner in ihrer Gemeinde und gaben dabei ihre Stimme ab. In der Folge wurde ein Ausschuss auf Schloss Landeck geschickt, wo man alle Stimmen zusammenzählte und eine Liste erstellte, die man dann dem Kaiser nach Wien schickte. Weiters wurden in Angedair seitdem zwei Jahrmärkte abgehalten, was das Selbstbewusstsein der Bevölkerung dermaßen steigerte, dass man 1721 ein Bürgerbuch anlegte, das an und für sich nur Märkten und Städten erlaubt war. Ab 1815 nannten sich die Einwohner des Dorfes offiziell Bürger.
Im 18. Jahrhundert wurden die Ämter des Pflegers und des Richters von einer einzigen Person ausgeübt, daneben wirkten aber auch noch ein Schreiber und ein Urbarverwalter. Von Landeck weiter entfernte Gerichtsgemeinden hatten eigene Verfachschreiber, welche aber ihre laufenden Aufzeichnungen an die Landecker Kanzlei schicken mussten. Als Bewohner eines Freigerichts war es den Untertanen erlaubt, gegen Entrichtung einer Steuer Gämsen und anderes Wild zu jagen.
In ganz Tirol hat man im Jahr 1754 staatliche Kreisämter als Aufsichtsorgane für die Gerichtsämter eingerichtet, das Gericht Landeck wurde dabei dem Kreisamt Oberinntal in Imst unterstellt. 1797 hat man die Burg Landeck als Gerichtssitz aufgelassen und ab 1840 in den Ansitz Gerburg in Perfuchs verlegt. Dieses Anwesen befand sich lange im Besitz der Familie Stöckl, die im 18. Jahrhundert eine Reihe von Richtern und Pflegern stellte.
Ab der zweiten Hälfte des 18. Jahrhunderts begann sich die Bezeichnung Landeck für die bisher eigenständigen Orte Perfuchs und Angedair durchzusetzen, sodass 1811/12 bereits in amtlichen Dokumenten von „Landeck“ als Ortsbezeichnung die Rede ist. Um 1800 hatte Landeck eine Vorspannstation zum Arlberg und zum Vinschgau, war Sitz des Pflegers und eines Forst- und Mautamtes. Es gab zwei Ärzte, einen Chirurgen sowie zahlreiche Handwerker.
Am 5. August 1809 kam es bei der Pontlatzer Brücke südlich von Landeck wieder zu einem Gefecht gegen die Bayern. Infolge des Tiroler Freiheitskampfes wollten die Bayern ein größeres Truppenkontingent über den Reschen in den Vinschgau schicken. Bei der Pontlatzer Brücke wurde diese Armee aber in einen Hinterhalt gelockt und fast gänzlich aufgerieben.
1824 wurde die Arlbergstraße fertiggestellt, wodurch Landeck neben dem Landgericht, der Steuer- und Urbarverwaltung, dem Weggeldamt und dem Forstamt auch eine Poststation erhielt. Im Jahr 1836 passierten ca. 100.000 Zentner Frachtgüter Landeck, wozu noch ca. 4.000–5.000 Zentner Salz kamen. Der Statistiker Johann Jakob Staffler findet in seiner Landesbeschreibung Mitte des 19. Jahrhunderts lobende Worte über Landeck, obwohl Angedair nur 637 und Perfuchs nur 846 Einwohner hatte. Obwohl der Ort immer noch weder Markt noch Stadt war, wurde Landeck 1861 in die Kurie der Märkte und Städte aufgenommen. 1868 erfolgte die Aufstellung von Bezirkshauptmannschaften als erste Instanz der politischen Verwaltung. Landeck wurde Bezirkshauptort, obwohl es eine Ortschaft dieses Namens offiziell immer noch nicht gab.
Mit dem Bau der Arlbergbahn wurde Landeck an das internationale Eisenbahnnetz angeschlossen. 1883 wurde das Teilstück Innsbruck-Landeck eröffnet, im September 1884 war die gesamte Strecke fertiggestellt. Damit war eine wichtige Grundlage für die Entwicklung des westlichsten Tiroler Bezirks als Tourismushochburg gelegt. Die Bahn brachte nicht nur Arbeitsplätze für viele Eisenbahner (800), die vor der Elektrifizierung der Strecke zum Betrieb notwendig waren, sondern stellte die Grundlage für die touristische Erschließung des Bezirks dar und brachte auch einen Industrialisierungsschub:
Rund um die Jahrhundertwende entstanden im Ortsteil Bruggen eine große Textilfabrik mit hunderten Arbeitskräften und in Angedair eine Karbidfabrik, die ein sehr großes Areal beanspruchte. Mit dem Bau der Volksschule und der Sicherung der Wasserversorgung trug man dem großen Bevölkerungswachstum Rechnung.

### 1900–1945
Im Jahr 1900 wurde der längst überfällige Schritt gesetzt: Die bisher selbstständigen Gemeinden Perfuchs (Landeck links des Inn mit den heutigen Ortsteilen Perfuchs, Perfuchsberg, Bruggen und Perjen) und Angedair (Landeck rechts des Inn) wurden zur neuen Gemeinde Landeck vereinigt. Diese wurde 1904 zum Markt erhoben, 1923 wurde die Ortschaft zur Stadtgemeinde erhoben.
Die Zwischenkriegszeit brachte mit dem Bau der Bürgerschule (heute Neue Mittelschule, eingeweiht 1928), die vom berühmten Architekten Clemens Holzmeister geplant wurde, der Errichtung des Sportplatzes (1935) und eines großen Schwimmbades in Perjen (1925), der Eröffnung des Kinos des katholischen Arbeitervereins mit den Fresken des bekannten Malers Erich Torggler (1928), der Eröffnung einer Sprungschanze auf der Trams (1934) und dem Bau einer Kaserne (eingeweiht 1937) eine deutliche Verbesserung der städtischen Infrastruktur.
Allerdings geriet das Gemeindebudget dadurch völlig aus dem Ruder, in den 1930er-Jahren war die Gemeinde schließlich außerstande, den Schuldendienst zu bedienen. Politisch gab es heftige Auseinandersetzungen zwischen den dominierenden Christlich-Sozialen und den Sozialdemokraten, welche sich auf die vielen Eisenbahner und die Arbeiter der zwei großen Fabriken stützen konnten. Ab Anfang der 1930er-Jahre erlebten dann die Nationalsozialisten einen starken Aufschwung, die mit Edmund Christoph und Heinrich Zechmann über rege Agitatoren verfügten. Weil Sozialdemokraten, Deutschnationale und Nationalsozialisten den Gemeinde- und Stadtrat durch ihren Auszug lahmlegten, kam es am 30. April 1933 zu Gemeinderatswahlen (den letzten demokratischen in der Ersten Republik für ganz Österreich), die mit einem Erdrutschsieg der NSDAP endeten. Diese wurde mit 37,61 % stärkste Partei, nur durch den Losentscheid blieb Landeck vorerst ein nationalsozialistischer Bürgermeister erspart.
Im „Ständestaat“ verbesserte sich die ökonomische Lage nicht. Das Gastgewerbe war von der 1000-Mark-Sperre schwer getroffen, die Bauern kämpften mit massiv gesunkenen Preisen, die Gewerbetreibenden mit massiven Umsatzeinbrüchen, und die zwei großen Industriebetriebe reagierten auf die schwache Nachfrage mit starkem Beschäftigtenabbau und Kurzarbeit. Finanziell hatte die Gemeinde durch die großen Investitionen in die Infrastruktur jeglichen Handlungsspielraum verloren und wurde unter Aufsicht der Tiroler Landesregierung gestellt. In Verkennung des wahren Charakters des Nationalsozialismus wurde der „Anschluss“ von großen Teilen der Bevölkerung begeistert begrüßt. Das Führerprinzip wurde auch auf der lokalen Ebene konsequent umgesetzt: Der Bürgermeister besaß diktatorische Vollmachten und musste letztlich auf den Beirat, der ihm nur beratend zur Seite stand, keinerlei Rücksicht nehmen. Den neuen Machthabern gelang es sehr rasch, die drückende Arbeitslosigkeit zu beseitigen. Die wahren Hintergründe dieses „Erfolgs“ – massive Aufrüstung und hemmungslose Schuldenpolitik, die letztlich von den Opfern der aggressiven Außen- und Kriegspolitik finanziert werden sollte – waren den wenigsten Menschen klar.
In der NS-Zeit wurden die jüdischen Mitbürger wie Edmund Gansl, der ein Modegeschäft betrieben hatte, vertrieben und die benachbarte Gemeinde Zams eingemeindet. Durch die Änderung einer Reihe von Straßen- und Platzbezeichnungen sollte der Bruch mit der Vergangenheit deutlich zum Ausdruck gebracht werden. Die Nationalsozialisten errichteten eine Reihe von sozialen Wohnanlagen und große Südtirolersiedlungen sowohl in Landeck als auch in Zams. Unter dem aus dem „Altreich“ stammenden Bürgermeister Hermann Bursian wurde ab dem Herbst 1939 ein rabiat antikirchlicher Kurs gefahren. Dieser siedelte das Rathaus im Pfarrwidum an und ging gerichtlich auch gegen das Kapuzinerkloster in Perjen vor. Es kam zur Enteignung zahlreicher Grundstücke für den Kasernenausbau, Bursian wälzte auch Pläne für eine überaus großzügige Friedhofserweiterung. Im ganzen Talkessel entstanden Luftschutzbunker, die vor allem von hunderten Kriegsgefangenen errichtet wurden. Große Lager, in denen Kriegsgegner festgehalten wurden, befanden sich auf dem Kasernengelände, in der Perfuchsberger Au und in Perjen (letzteres für Russen).

### 1945–2000
Nach dem Krieg befand sich für einige Monate auf dem Kasernengelände eines der größten Lager für Displaced persons in Tirol.
Im Schentenanwesen wurde ein Rathaus für die städtische Gemeindeverwaltung errichtet und der Pfarrwidum wieder an die Kirche zurückgegeben. In unmittelbarer Nachbarschaft zum Rathaus entstanden nebeneinander an der Innstraße aufgefädelt die Bezirkszentrale für das Rote Kreuz, das Gesundheits- und das Arbeitsamt, die Forstinspektion und die Landwirtschaftskammer für den ganzen Bezirk, das Finanzamt für Westtirol und das Bezirksgendarmeriekommando, abgeschlossen von der schon vor dem Ersten Weltkrieg am Beginn der Herzog-Friedrich-Straße erbauten Bezirkshauptmannschaft. Die Stadt erlebte in den 1950er- und 1960er-Jahren ein sehr starkes Wachstum, als vor allem auf der „Öd“ in Angedair zahlreiche große Wohnanlagen entstanden.
Im Stadtzentrum kaufte die Gemeinde das Hotel „Goldener Adler“ an, schleifte es in der Folge und errichtete an Ort und Stelle den Stadtplatz. Dem starken Bevölkerungswachstum auch im Stadtteil Perjen wurde mit der Errichtung einer eigenen Volksschule Rechnung getragen; ebenfalls in diesem Stadtteil wurde das Gymnasium angesiedelt. Unter dem langjährigen Bürgermeister Anton Braun wurde das bereits erwähnte zentrale Feuerwehrhaus errichtet, ferner ein zeitgemäßes Altersheim, umfangreiche Baumaßnahmen an der Volksschule Angedair und am Schülerheim gesetzt, und die Neuerrichtung der Gerber-, Burschl- und Perjener Brücke in Angriff genommen.
In den 1970er-Jahren wurde die Verkehrsbelastung für die Stadt aufgrund ihrer Knotenlage im Nord-Süd- bzw. West-Ost-Verkehr unerträglich, als sich vor allem in der Haupturlaubszeit die Blechlawinen im Schritttempo durch die Stadt bewegten. Eine wesentliche Entlastung brachte die Errichtung eines Tunnels nördlich der Stadt (Perjentunnel 1986), durch den der Verkehr Richtung Arlberg umgelenkt wurde. Der Verkehr in Richtung Süden führt seit dem Jahr 2000 durch den Landecker Tunnel an der Stadt vorbei und berührt das Landecker Gemeindegebiet überhaupt nicht mehr. Freilich hat durch diese Verkehrsentlastung Landecks Rolle als Zentraler Ort gelitten, weil sich für einen beträchtlichen Teil der Bewohner des Bezirks die Entfernung zur konkurrierenden Bezirkshauptstadt Imst deutlich verringert hat. Aufgrund der Umfahrungen konnte nun auch der innerstädtische Verkehr völlig neu gelenkt und die zentrale Malserstraße attraktiver gestaltet werden.
Unter Reinhold Greuter, dem ersten direkt gewählten Bürgermeister der Stadt Landeck, wurde im Schenten der Stadtsaal errichtet, eine große Tiefgarage gebaut und mit einer Fußgängerbrücke eine neue Verbindung zwischen Perfuchs und Angedair geschaffen. Zumal die Textilfabrik in Bruggen einen großen Teil der Produktionsanlagen aufgab, konnte dort für 27 Dienstleistungsunternehmen das Innovationszentrum Lantech entstehen. In unmittelbarer Nähe siedelte sich im Jahr 1998 die Handelsakademie (1990 in Perjen installiert) und Handelsschule an, zu der sich im Jahr 2003 auch noch eine Höhere Lehranstalt für Wirtschaftliche Berufe gesellte.

### Landeck im 21. Jh.
Standen der Stadt bis ins Jahr 1998 durchwegs Bürgermeister der ÖVP vor, so amtierte seit diesem Jahr Engelbert Stenico von der SPÖ, der am 18. November 2012 starb. Stenico hatte sich vor allem mit seinem intensiven Einsatz für soziale Belange auch überregional einen Namen gemacht und sich für die Einrichtung eines Asylwerberheims in der Kaifenau engagiert, in dem seitdem rund 70 Menschen untergebracht sind. Besonders kritisiert wurde von vielen Einwohnern aber die Art der Verbauung des Wienerwaldareals im Stadtzentrum. Bei den Bürgermeisterwahlen am 3. März 2013 setzte sich dann mit Wolfgang Jörg wieder der Kandidat der ÖVP durch.
Im Herbst 2014 startete in Landeck-Bruggen das sechssemestrige Bachelorstudium für „Wirtschaft, Gesundheit und Sporttourismus“ in Kooperation mit der Universität Innsbruck und der UMIT. Die Studierenden, derzeit (Juni 2022) 179, werden auf leitende, planende, analysierende und beratende Tätigkeiten in Betrieben der Tourismus- und Freizeitwirtschaft vorbereitet. Im Herbst 2019 startete das „Masterstudium in nachhaltiger Regional- und Destinationsentwicklung“. Nur die praxisorientierten Wahlfächer für die aktuell (Juni 2022) 74 Studierenden werden in Landeck angeboten, 80 % der Lehrveranstaltungen finden in Hall an der UMIT und an der Universität Innsbruck statt.
Das Karbidwerk der Donau Chemie mitten in Landeck gilt als Seveso-III-Betrieb, der gefährliche und explosive Stoffe gelagert hat. Nach den vom Tiroler Landtag im November 2014 beschlossenen Richtlinien müssen um derartige Betriebe Sicherheitszonen errichtet werden, was für die Bewohner in Landeck massive Einschränkungen zur Folge gehabt hätte. Die Schutzzone wurde schließlich aber auf das Gelände der Donau Chemie, den Bahndamm und den Teil eines Nachbargrundstücks beschränkt. Das Werk musste 500.000 Euro für den Schutz vor Chlorgas investieren.
Der Gemeinderat sprach sich im Jahr 2015 einstimmig gegen eine Beteiligung am geplanten Sannakraftwerk aus.
Bei den Gemeinderatswahlen vom 28. Februar 2016 errang die ÖVP die absolute Mehrheit, Wolfgang Jörg erzielte mit 78,78 % bei der Bürgermeisterdirektwahl den höchsten jemals in Landeck erzielten Wert. Die Sozialdemokraten erlitten eine schwere Niederlage und erhielten den niedrigsten Stimmenanteil der Zweiten Republik.
Am 10. September 2016 ereignete sich in der benachbarten Gemeinde Grins ein Murenabgang aufgrund eines Hagelunwetters. Durch das Murenmaterial des Mühl- und Lattenbaches wurde die Sanna aufgestaut, worauf es im Bereich von Grins und Landeck zu Überflutungen kam. Es musste Zivilschutzalarm ausgelöst werden, weil ein gewaltiger Wasserschwall in Folge des Rückstaus der Sanna nicht mehr ausgeschlossen werden konnte. Die Sanna war durch das Naturereignis auf Landecker Gemeindegebiet komplett trockengelegt worden. Bei den Sicherungs- und Aufräumarbeiten kamen mehr als 400 Feuerwehrleute zum Einsatz. Von den Muren war entlang der Sanna Geröll in einer Höhe von bis zu fünf Meter aufgeschüttet worden.
In den Jahren 2017 und 2018 wurde die Volksschule Angedair umgebaut und revitalisiert. Das Bestandsgebäude blieb erhalten und wurde an die neuen schulischen Anforderungen angepasst. Der Gebäudeteil mit dem Bewegungsraum wurde abgerissen und die entstandene Lücke durch einen Zubau bis auf die Traufenhöhe geschlossen. Als neuer Anbau entstand auf der Hofseite ein Turnsaal, der um ein Geschoß in das Gelände versenkt wurde.
Bürgermeister Jörg erklärte überraschend seinen Rücktritt mit 31. Mai 2020. Als Auslöser nannte er die Verurteilung durch das Landesverwaltungsgericht wegen der illegalen Beschäftigung von Asylwerbern im Jahr 2015 bei der Venet Bergbahnen AG. Während der Coronakrise ab dem März 2020 war der Bezirk Landeck der österreichische Hotspot, über das Paznauntal mit der Tourismushochburg Ischgl und den Wintersportort St. Anton musste die Landesregierung bereits vom 13. März bis 22. April eine Quarantäne verhängen. Der Budgetvoranschlag der Stadtgemeinde für 2021 stand ganz im Zeichen der Coronakrise: Einnahmen von 29,4 Millionen Euro standen Ausgaben von 32,6 Millionen gegenüber, womit nach Auflösung von Rücklagen ein Abgang in der Höhe von 1,6 Millionen Euro zu erwarten war, was den neugewählten Bürgermeister Herbert Mayer von einer prekären Situation sprechen ließ: „Es ist Feuer am Dach. (…) Das Wasser steht uns bis zum Hals.“ Dieser Budgetentwurf sollte sich allerdings als zu pessimistisch erweisen, der Abgang betrug schließlich 480.700 Euro.
Aufgrund mehrerer Felsstürze auf die Bundesstraße südlich von Landeck wurden im Frühjahr 2020 Bauarbeiten für die 772 m lange Schlossgalerie gestartet. Anfang Juni kam es zu einem weiteren großen Felssturz, allein für die Räumung des Quarzphyllit zwischen Fahrbahn und Inn wurden Kosten in der Höhe von 700.000 Euro veranschlagt, auf die Stadtgemeinde Landeck entfielen 142.000 Euro. Insgesamt summierten sich die Kosten auf 35 Millionen Euro. Die Straßensperre zog massive Verluste für den Handel in der Bezirkshauptstadt nach sich. Erst am 11. Dezember 2021 konnte der Verkehr einspurig wieder aufgenommen werden, für die Fahrt von Landeck in das Obere Gericht war aber weiterhin der Umweg über die Südumfahrung durch den Landecker Tunnel nötig. Ab September 2022 erfolgte dann die Umstellung auf eine Ampelregelung. Die Freigabe des Tunnels erfolgte am 6. Oktober 2022.
Grüne und FPÖ kündigten zu Jahresende 2021 an, bei den Gemeinderatswahlen am 27. Februar 2022 in der Bezirkshauptstadt nicht mehr anzutreten. Die SPÖ verzichtete erstmals seit 1919 auf die Aufstellung einer sozialdemokratischen Parteiliste und initiierte die Liste „Zukunft Landeck – sozialdemokratisch und parteifrei.“ Die ÖVP behielt mit 10:9 im Gemeinderat knapp die Mehrheit. Als Bürgermeisterkandidat ging Mathias Niederbacher gegen den amtierenden Bürgermeister Herbert Meyer von der ÖVP ins Rennen. Der Amtsinhaber setzte sich mit 55,06 % durch.
Wegen der geplanten Schlägerung von 56 Bäumen im Burschl gab es im Frühjahr 2022 kritische Stimmen; eine Überprüfung bestätigte den schlechten Zustand des Waldes, worauf die Arbeiten im September durchgeführt wurden. Unmittelbar darauf erfolgte die Wiederaufforstung mit einer dürreresistenten Flora, 30 Eichen, Linden und Vogelkirschen.
Im Oktober 2022 wurde bekannt, dass die Linz Textil ihren Standort in Landeck mit März 2023 aufgrund der hohen Energiekosten schließen wird. Für die 70 Beschäftigten der modernsten Baumwollspinnerei Europas, in der jährlich 1.800 Tonnen Garne hergestellt wurden, kündigte man einen Sozialplan an.
Am 28. Oktober 2022 eröffnete der Tourismusverband TirolWest, der kleinste im Bundesland Tirol, am Eingang der Malserstraße seine neue Servicezentrale für die Orte Landeck, Zams, Fließ, Tobadill, Grins und Stanz.
Die Feiern anlässlich „100 Jahre Stadt Landeck“ wurden in einem würdigen Rahmen begangen: Am 7. Juli 2023 gab es einen großen Festumzug der Landecker Vereine, an dem 750 Personen teilnahmen. Der Festakt fand nach einem landesüblichen Empfang am 8. Juli im Stadtsaal statt.
Seit dem Jahr 2018 häuften sich negative Meldungen über die Venet Bergbahnen AG. Die drei Aktionäre einigten sich auf ein 2,5 Mill. € schweres Investitionspaket, das politisch sehr umstritten war. Dem Unternehmen konnte dann aber im Sommer 2020 nur mit einer kräftigen Finanzspritze das weitere Überleben gesichert werden. Der Tourismusverband West, die Gemeinden Zams und Landeck ermöglichten die Weiterführung des Betriebs, wobei auf die Bezirkshauptstadt nach einer erfolgreichen Beschwerde der SPÖ bei der Gemeindeabteilung der Bezirkshauptmannschaft 330.000 Euro (statt 495.000) entfielen, weil der finanzielle Polster für künftige Betriebsabgänge nicht genehmigt wurde. Der Betriebsabgang betrug in der Saison 2021/22 insgesamt 600.000 €, davon musste die Stadtgemeinde 294.000 € abdecken, also um 129.000 Euro mehr als im finanziellen Polster ursprünglich vorgesehen worden wäre. Der erst im Jahr 2019 in Betrieb genommene Venetbob, eine Investition von 1,4 Millionen, wurde eingestellt.
Im November 2022 mussten die Eigentümer weitere 1,5 Mill. € zuschießen, davon 766.000 durch die Stadt Landeck, die hierfür ein auf zehn Jahre rückzahlbares Darlehen aufnahm. 837.000 € deckten ausbleibende Corona-Hilfen des Bundes ab, mit 300.000 € wurde die Liquidität für den Winterbetrieb abgesichert, 411.000 € entfielen auf das 2018 beschlossene Investitionspaket. Wegen eines Defekts an der Steuerung und fehlender Ersatzteile konnte die Venet-Gondelbahn in der Wintersaison 2022/23 nicht in Betrieb genommen werden.
Der Betriebsabgang in der Höhe von 440.000 Euro musste wieder von den drei Aktionären abgedeckt werden, auf die Stadt Landeck entfielen 180.000 Euro. Der südseitige Sessellift wurde im Sommer 2023 nicht in Betrieb genommen.
Am 14. Juli 2023 stellte das Planungsbüro Klenkhart & Partner Consulting den Gemeinderäten von Landeck und Zams drei mögliche Varianten vor:
Komplettabbau, Teilabbau von Liften oder Neubau einer Umlauf- oder Pendelbahn.
Am 4. August 2023 musste die Pendelbahn auf den Krahberg wegen eines technischen Defekts in der Signalsteuerung den Betrieb einstellen. Zwar konnte die Seilbahn am 17. August wieder den Betrieb aufnehmen, musste ihn in mit 1. September nach neuerlichen Problemen aber wieder einstellen. Zur Sicherung der Liquidität wurde neuerlich ein Zuschuss in der Größenordnung von 660.000 Euro verlangt. Zudem war für die Sicherung des abgespeckten Winterbetriebes (Rifenal und Weinbergbahn) ein weiterer Zuschuss in der Höhe von 900.000 Euro nötig. Der Zuschuss für den Winterbetrieb 2023/24 wurde zwar vom Gemeinderat von Zams einstimmig genehmigt, in Landeck aber nur mehr mit einer 10:9-Mehrheit (gegen die SPÖ). Der Winterbetrieb musste bereits Ende Februar 2024 eingestellt werden, der Bahnbetrieb wird auch im Sommer nicht möglich sein.
Am 25. April 2024 wurde eine große Weichenstellung vorgenommen: Die Gemeinderäte von Zams (einstimmig), Landeck 15:4) und der Tourismusverband TirolWest stimmten dem Einstieg der Pletzer-Gruppe in die Venet Bergbahnen zu. Mit 1. Mai stieg demnach die Pletzer Gruppe mit 80 % als neuer Mehrheitseigentümer ein, Landeck und Zams halten jeweils 8 %, der TVB 4 %. Eventuelle Abgänge sind künftig von der Pletzer-Gruppe zu tragen, die eine Bestandsgarantie für 20 Jahre abgab. Die Altlasten bis 30. April, zwischen 1,1 und 1,3 Millionen, müssen die Alteigentümer tragen. Zudem beteiligen sie sich an den nötigen Investitionen mit 10,5 Millionen € (4 Landeck, 4 Zams, 2 TVB).
Allein in den Jahren 2022/24 hatten die drei Eigentümer in den maroden Betrieb mehr als 4 Mill. € zugeschossen, hinzu kamen fehlgeleitete Investitionen wie der Venetbob mit 1,47 Mill., der im Jahr 2022 nach nur dreijähriger Laufzeit eingestellt werden musste.
Nachdem im Sommer 2024 die Weinberg- und Rifenbahn modernisiert worden waren, traten im Herbst laut Pletzer-Gruppe „wieder sehr unangenehme Überraschungen, die aufwendige Nachrüstarbeiten notwendig machen“, auf. Die zunächst für 6.12., dann für 20./21. Dezember 2024 angekündigte Eröffnung des Winterbetriebs musste auf 26./27. Dezember 2024 verschoben werden. Schon zuvor musste die Öffentlichkeit informiert werden, dass die als neuer Zubringer geplante Einseilumlaufbahn mit modernen Zehnergondeln aufgrund der Windsituation und Problemen mit Grundeigentümern nicht mehr in Frage kam. Entlang der bereits bestehenden Trasse sollte nach Möglichkeit im Frühjahr 2025 mit dem Bau einer neuen Pendelbahn begonnen werden.
Fast zeitgleich wurde bekannt, dass das Freibad in Perjen die Sommersaison mit einem Abgang von 130.000 Euro abgeschlossen hatte. Für in den Jahren 2026 und 2027 geplante Instandhaltungsarbeiten wurden im mittelfristigen Finanzplan 900.000 Euro vorgesehen. Bürgermeister Herbert Meyer sprach daher in diesem Zusammenhang von „einem kleinen Venet“.

### Bevölkerungsentwicklung
EinwohnerJahr100020003000400050006000700080001860189019201950198020102040EinwohnerEinwohnerentwicklung von Landeck
Im Gegensatz zu den anderen Bezirkshauptorten im Westen Tirols wie Imst oder Reutte entwickelte sich die Bevölkerungszahl in den letzten Jahren rückläufig:
Vom Höchststand von 7.828 Einwohnern im Jahr 2014 auf 7.711 im Jahr 2025, ein Verlust von 1,5 %.

## Kultur und Sehenswürdigkeiten

### Dialekt

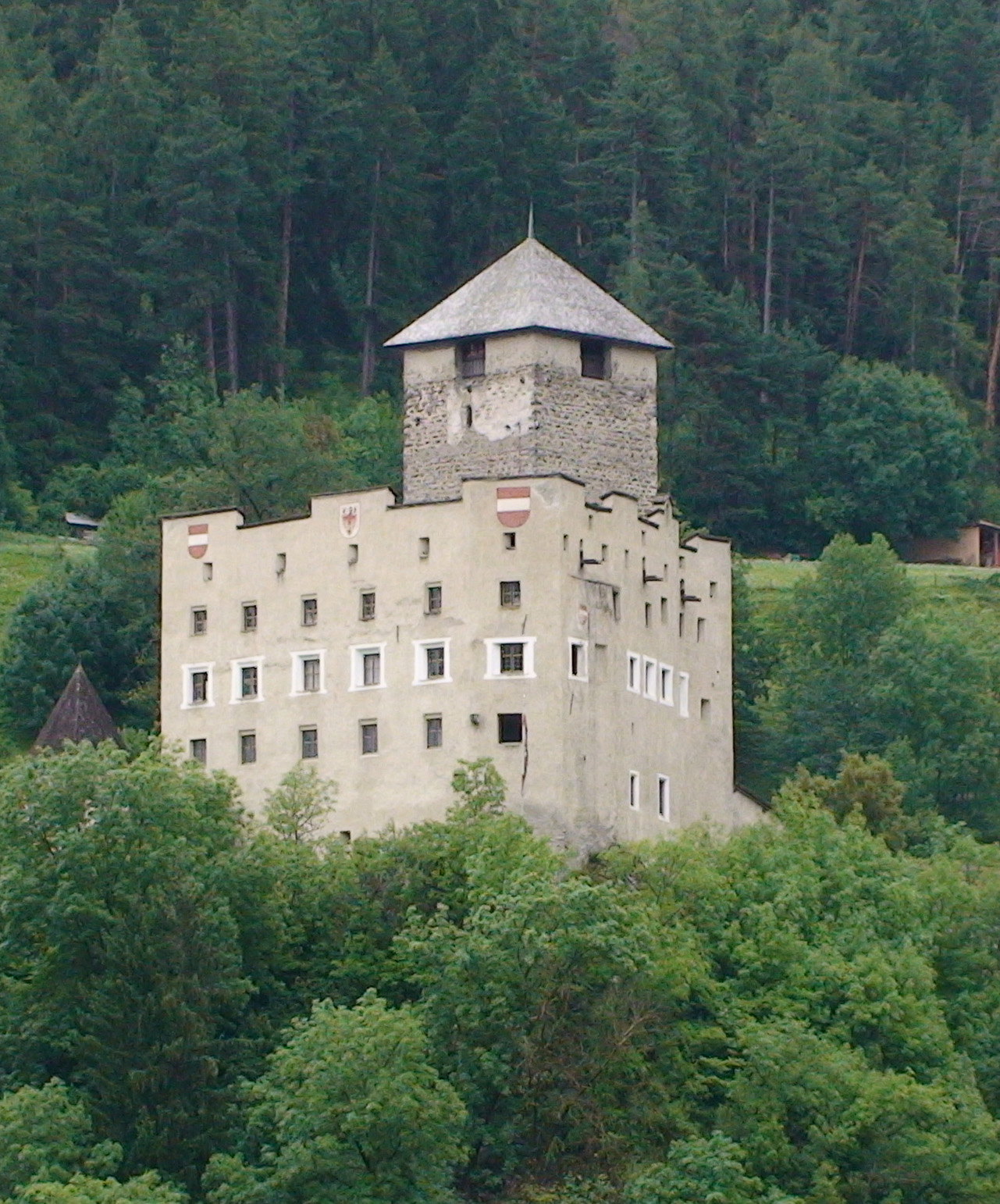
Schloss Landeck

Aufgrund der starken Zunahme der Mobilität, Migrationsbewegungen Nichtdeutschsprachiger, der Intensität des Tourismus, der leichten Zugänglichkeit zu Massenmedien und des starken Bedeutungsverlusts der Landwirtschaft hat es in der Alltagskonversation im Landecker Raum in den letzten Jahrzehnten deutliche Veränderungen gegeben.

### Bauwerke
- Burg Landeck südlich der Stadt auf einer Kuppe. Ursprünglich wurde das „Schloss“ als landesfürstliche Gerichtsburg im 4. Viertel des 13. Jahrhunderts erbaut, die erste urkundliche Erwähnung erfolgte im Jahr 1296. Die Landesfürsten vergaben die Burg aus finanziellen Gründen als Pfandlehen weiter, zum Beispiel von 1518 bis 1549 an die Burg Schrofenstein oder von 1549 bis 1705 an das Geschlecht der Gienger. 1840 wechselte der Gerichtssitz dann in einen ehemaligen Ansitz in der Herzog-Friedrich-Straße, und die Burg wurde eine Kaserne.

1942 kaufte die Stadt Landeck das Schloss, worauf die Restaurierung und zeitgemäße Gestaltung von 1967 bis 1973 zum Bezirksmuseum Landeck erfolgte.
Das Heimatmuseum wurde Anfang des 21. Jahrhunderts völlig neu konzipiert. Thema der Dauerausstellung im Schloss: Migration im Oberland
- Pfarrkirche Landeck-Mariä Himmelfahrt: Ein spätgotischer Bau basilikaler Form erhöht am Südostrand der Stadt unterhalb von Schloss Landeck, im Jahr 1266 in Trient erstmals urkundlich erwähnt, mit Friedhof mit Herz-Jesu-Kapelle und Totenkapelle.[45] Zu den wertvollsten Elementen der Innenausstattung gehören der spätgotische Schrofensteineraltar, der spätgotische Totenschild Oswalds von Schrofenstein, ein großer Renaissance-Totenschild und eine romanische Muttergottes. Bei Ausgrabungen ab dem Jahr 2012 wurden die Reste einer frühchristlichen (5. bis 7. Jahrhundert) sowie Spuren einer frühmittelalterlichen, zweier romanischer (8.–10. Jh.) und einer gotischen Vorgängerkirche (13. Jh.) gefunden.[46] Entdeckt wurden auch Silberringe mit christlichem Kreuz, ein Reitersporn aus Bronze und eine Halskette mit vergoldeten Hülsen aus frühchristlicher Zeit, zudem zahlreiche romanische Freskenreste. Auch das vermutliche Grab des Kirchenstifters Oswald von Schrofenstein wurde gefunden. Unter dem Kirchenboden befanden sich fünf weitere Böden, die ältesten Spuren der Urkirche datieren aus dem Jahr 430: Verkohlte Holzreste im Umfeld des alten Taufbeckens, deren Alter mit der C14-Methode bestimmt wurde.[47] Die erste Kirche, eine spätrömische Saalkirche, wird in die Zeit zwischen 430 und 480 datiert. Sie ist schon um ca. 500 um eine Apsis mit einer großen Priesterbank und einer Taufkapelle erweitert worden, von welcher die Fundamente und das frühchristliche Taufbecken erhalten geblieben sind. Es muss somit schon im 5. Jahrhundert eine relativ große christliche Gemeinde bestanden haben, die an der bekannten Via Claudia Augusta gelegen ist. Die Priesterbank bot Platz für 5–7 Geistliche, weshalb die Vermutung nahe liegt, dass die Kirche mit einem Kloster verbunden war, wie dies auch in Säben, dem ersten Tiroler Bischofssitz, der Fall war.[8]
- Pfarrkirche Hl. Joseph Opifex in Bruggen, erbaut in den 1960er-Jahren[45]
- Die ehemalige Kapuzinerkirche und Pfarrkirche Landeck-Perjen.[45] Die Kapuziner haben das Kloster im Jahr 2007 aufgrund des fehlenden Ordensnachwuchses verlassen.[48]
- Burschlkirche Hll. Sebastian, Rochus und Pirmin auf dem Burschl, eine Pestkirche aus dem 17. Jahrhundert[45]
- Kapelle Hl. Johannes Nepomuk in Bruggen[45]
- Kapelle Hl. Johannes Nepomuk gegenüber Schloss Landeck[45]
- Innbrücke der Arlbergbahn, 1884 und 1904 als Stahlfachwerkbrücke errichtet, 2009 als Bogenbrücke erneuert

### Musik
Das Musikfestival Horizonte Landeck veranstaltet ganzjährig Konzerte ausgehend von Klassischer Musik bis Crossover und Jazz, bei dem namhafte Persönlichkeiten – u. a. Solisten der Wiener Philharmoniker – gastierten. Neben dem Stadtsaal ist das neu renovierte Alte Kino in der Landecker Innenstadt ein wichtiger Veranstaltungsort kultureller Ereignisse. Vor allem lokale Bands, aber auch bekannte Musiker wie der Tiroler Manu Delago treten dort auf.
Einen weiteren wichtigen Beitrag zum Kulturleben leisten die beiden Landecker Blasmusikkapellen. Die Stadtmusikkapelle Landeck spielt symphonische Blasmusik auf hohem internationalem Niveau, was erfolgreiche Teilnahmen an Wettbewerben beweisen. Die Stadtmusikkapelle Landeck-Perjen setzt mit ihren Showkonzerten Akzente. Unter der Leitung von Hermann Delago entwickelte sich die Stadtmusikkapelle Landeck-Perjen zu einer der erfolgreichsten modernen Blasmusikkapellen in ganz Österreich. Das Maikonzert zählt zu den beliebtesten Konzerten im ganzen Talkessel.
Das Landecker Stadtfest Ende Juli besuchen regelmäßig etwa 9000 Personen.
Im 2005 komplett renovierten Schloss Landeck finden ebenfalls Konzerte und Ausstellungen statt. Dort befindet sich auch das Landecker Heimatmuseum, die Dauerausstellung widmet sich dem Thema Migration im Tiroler Oberland.

### Sport
Beim internationalen Schrofensteinturnier der Kegler nehmen jedes Jahr um die 40 Mannschaften aus mehreren Nationen teil.
Die 1934 auf der Trams oberhalb von Landeck gebaute Sprungschanze war eine der größten des Landes. Der Skiklub Landeck, der 1908 gegründet wurde, setzt in der Jugendarbeit Akzente.
Ein traditionsreicher Fußballklub ist der SV Landeck, über viele Jahre in der Tiroler Liga (vor der Einführung der Regionalliga West dritthöchste, dann vierthöchste Leistungsklasse) und in der Landesliga West (fünfthöchste Leistungsklasse, seit 2023/24 sechsthöchste) vertreten. Dieser musste am Ende der Saison 2011/12 nach einer 1:2-Niederlage gegen den Lokalrivalen Zams den Gang in die Gebietsliga West (damals sechsthöchste Leistungsklasse) antreten. Mit dem Ende der Saison 2015/16 stieg man gar in die Bezirksliga West (damals siebthöchste österreichische Leistungsklasse) ab. Der Traditionsklub aus dem Oberland wurde in der Saison 2017/18 Meister der Bezirksliga West und 2018/19 Meister der Gebietsliga West und stieg damit wieder in die Landesliga West auf.

## Wirtschaft und Infrastruktur
Größter Arbeitgeber im Talkessel ist das Krankenhaus der Barmherzigen Schwestern in Zams mit 989 Beschäftigten (Stand 2023), in dem die Bevölkerung der zwei westlichen Tiroler Bezirke Landeck und Imst medizinisch versorgt wird. Im Jahr 2023 wurden 199.000 Patienten ambulant und 22.000 stationär aufgenommen. In der Bezirkshauptstadt ist der Öffentliche Dienst ein wichtiger Arbeitgeber, allein in der Bezirkshauptmannschaft gibt es ca. 100 Arbeitsplätze, auf dem Bezirksgericht rund 20. Wichtige Arbeitgeber sind auch die Schulen, die Stadtgemeinde Landeck, das Finanzamt Landeck-Reutte, das für die drei westlichen Tiroler Bezirke zuständig ist.
Die Pontlatzkaserne in Landeck ist die einzige Garnison zwischen Bludesch und Innsbruck. Sie gilt vor allem bei Assistenzeinsätzen und der Katastrophenhilfe als wichtige logistische Drehscheibe. Es sind dort 245 Soldaten der 1. Jägerkompanie des Jägerbataillons 6 und der 2. Jägerkompanie des Jägerbataillons 23 stationiert, davon 170 Grundwehrdiener. Der Standort ist gesichert, bis 2028 werden 25 Mill. € investiert, die vor allem in die Neuerrichtung des Wirtschaftsgebäudes samt Küche und Speisesaal und der Wärmeerzeugung fließen. Die Einfahrt wird neu errichtet, die Zufahrt verlegt.
Landeck war im 19. und 20. Jahrhundert ein bedeutendes Zentrum der Textilindustrie. Im Jahr 1940 standen nicht weniger als 800 Mitarbeiter auf den Lohnlisten der 1901 gegründeten Textilfabrik in Bruggen. Bis 1993 wurde der Mitarbeiterstab sukzessive auf 230 reduziert. 2020 arbeiteten in der 3.000 m² großen Halle nur mehr 91 Beschäftigte im Vierschichtbetrieb. Pro Jahr wurden 1.800 Tonnen Baumwollgarne gewonnen, die zur Herstellung von Baumwollbekleidung, Bettwäsche, Bade- und Handtüchern verwendet wurden. Im Oktober 2022 wurde die Schließung des Werks mit März 2023 bekannt gegeben und ein Sozialplan für die 70 Beschäftigten angekündigt. Aufgrund der sehr hohen Energiekosten sei man gegenüber der asiatischen Konkurrenz nicht mehr wettbewerbsfähig.
Das Karbidwerk der Donau Chemie AG produziert Calciumkarbid für die Acetylengasherstellung (zum Beispiel beim Schweißen), die Stahl- und Roheisenentschwefelung und die Gießereiindustrie. Die maximale Produktionskapazität pro Jahr liegt bei 38.000 Tonnen. Der benötigte Strom wird vom Kraftwerk Wiesberg bezogen, das 1901 in Betrieb ging. Dieses erzeugt pro Jahr 77 Millionen kWh Strom und hat eine Höchstleistung von 17 MW. Derzeit (2020) werden 80 Mitarbeiter beschäftigt. Ab dem Jahr 2024 wird das im Betrieb anfallende Kohlendioxid in vier Tanks (für jeweils 200 Tonnen) gesammelt und vom Energiegaserzeuger Messer Austria veredelt und in der Region verkauft. Da zudem das betriebseigene Kraftwerk in Wiesberg einen Wettbewerbsvorteil darstellt, gilt das Werk Landeck als langfristig abgesichert.
Das Werk Landeck der Thöni Industriebetriebe in Perjen verfügt aktuell (2020) über 63 Mitarbeiter. Das Unternehmen mit dem Stammsitz in Telfs stellt hochwertige Aluminiumkomponenten her.
Sehr stark an Bedeutung als Arbeitgeber verloren hat die ÖBB. Anfang der 1920er-Jahre waren am Landecker Bahnhof noch rund 800 Eisenbahner beschäftigt, mit der Elektrifizierung wurde der Personalstand auf die Hälfte reduziert. In den 1970er-Jahren hatte der Bahnhof immer noch rund 200 Mitarbeiter.
Der Handel, der in Landeck aufgrund der verkehrsgünstigen Lage traditionell stark vertreten war, hat sehr stark an Bedeutung verloren. Die ursprünglich vor allem in der Malserstraße ansässig gewesenen Familienbetriebe sind fast alle verschwunden. In den letzten zehn Jahren siedelten sich in der Innenstadt und im Stadtteil Bruggen wieder verstärkt neue Handelsunternehmen und Fachgeschäfte an, allerdings fast durchwegs Filial- anstelle der lange Zeit dominierenden Familienbetriebe. Die Interessen der städtischen Handelsbetriebe werden von der „Leistungsgemeinschaft“ vertreten, welche die Funktionalität der Innenstadt sichern und den Kaufkraftabfluss in andere Bezirke verringern möchte. Die Kaufleute von Landeck und Zams finanzieren nicht nur das jährliche Weihnachtsgewinnspiel und die Weihnachtsbeleuchtung, sondern veranstalten auch den Adventmarkt und die Einkaufsnacht (2015 mit 7.000 Besuchern). Dem Ziel der Attraktivierung der Innenstadt dient auch der wöchentlich am Freitag stattfindende Frischemarkt. Dort werden von 10–17 Uhr Brot und Gebäck, Obst und Gemüse, Wurstwaren und Fisch angeboten. Mit Dezember 2021 wurde im Rahmen der Strategie „Landeck 2032“ auf eine Initiative von Wirtschaftskammer, Stadtgemeinde Landeck, Tourismusverband TirolWest und der Leistungsgemeinschaft hin ein Talkesselmanagement geschaffen. Die Talkesselmarketing GmbH ist eine 100-Prozent-Tochter von TirolWest. In einem ersten Schritt soll eine regionale Online-Plattform geschaffen werden, in deren Rahmen die Malserstraße als Haupteinkaufsbereich digitalisiert wird. Teil der Virtual Reality ist die moderne Präsentation der Geschäfte und die Kommunikation der aktuellsten Nachrichten. Zudem soll ein Ganzjahreskonzept für eine atmosphärische Straßendekoration ausgearbeitet werden. Ferner ist ein Ostershopping, die Ausstellung von Kunst unter freiem Himmel („Bilderhafte Malserstraße“) und ein Jugendprojekt im Gespräch.
Vom 15. Juli bis 26. August 2023 wurde durch einen Beschluss des Gemeinderats eine testweise Fußgängerzone in der Malserstraße vom Dritte-Weltladen bis zur Citypassage eingerichtet.
Das Bau- und Baunebengewerbe, das Handwerk sowie der Großhandel profitieren von dem im Bezirk Landeck starken Tourismus. Dieser ist der tourismusintensivste Bezirk Österreichs und nach dem französischen Département Hautes-Alpes die zweitintensivste Region im gesamten Alpenraum. Den 44.346 Einwohnern (2021) stehen im Winter nicht weniger als 64.026 Gästebetten gegenüber. An der Spitze stehen Ischgl (11.614), St. Anton (11.546), Serfaus (7.058), Fiss (6.078) und Kappl (5.139). Im Falle einer vollen Auslastung kommen in Ischgl 7,4 Gäste auf einen Einheimischen, in Serfaus und Fiss sind es 6,1 und in St. Anton 4,9 Touristen. Die Bezirkshauptstadt sieht sich allerdings so wie der gesamte Bezirk mit einer hohen saisonalen Arbeitslosigkeit, unterdurchschnittlichen Löhnen und einem Mangel an Ganzjahresarbeitsplätzen konfrontiert. Der Sommertourismus macht im Bezirk nämlich nur rund ein Viertel des gesamten Nächtigungsaufkommens aus. Die Zukunft des eigenen Schigebiets von Landeck/Zams steht in Schwebe, die Konzession der Venetseilbahn läuft im Jahr 2027 aus. Die Stadt selbst ist der Mittelpunkt der Ferienregion TirolWest, zu der auch Zams, Fließ, Tobadill, Grins und Stanz gehören. Dieser Tourismusverband ist der kleinste in Tirol und bezog im Oktober 2022 sein neu errichtetes Servicegebäude am Beginn der Malserstraße.
Für das Bundesland Tirol einzigartig arbeiten die Nachbargemeinden Landeck und Zams gemeinsam an einer Standort- und Wirtschaftsentwicklung, die vom Institut für Standort-, Regional- und Kommunalentwicklung ISK konzipiert und begleitet wird. Am Dienstleistungszentrum Lantech in Bruggen, das auf dem Boden eines Teils der Textilfabrik entstand, sollen innovative Betriebe und Neugründer in Landeck gehalten bzw. neu angesiedelt werden. Derzeit bieten mehr als 30 Unternehmen ihre Dienste für das Tiroler Oberland an.
Viele Bewohner Landecks haben ihren Arbeitsplatz im Innsbrucker Zentralraum und müssen täglich auspendeln. Zumal es nur wenige Arbeitsplätze für Absolventen höherer Schulen und Hochschulen gibt, ist auch die Wanderungsbilanz stark negativ. Die Bevölkerungszahl entwickelte sich in den letzten Jahren rückläufig, im Gegensatz zur benachbarten Bezirkshauptstadt Imst, welche im Jahr 2015 die 10.000-Einwohner-Grenze übersprungen hat.
Zwischen 2016 und 2020 lagen die durchschnittlichen Grundstückspreise mit 178,9 Euro pro Quadratmeter im Bezirk im Tiroler Mittelfeld zwischen den Extremen Innsbruck (1.058 €) und Lienz (114,7). Die höchsten Preise im Bezirk wurden in Fiss und Serfaus (979,8) erzielt, die niedrigsten in Fließ (101). Pro Quadratmeter Eigentumswohnung muss in der Bezirkshauptstadt trotz leicht sinkender Einwohnerzahl mit aktuell (2022) ca. 6.000 Euro gerechnet werden.

### Verkehrsanbindung
Von Innsbruck erreicht man Landeck mit der Arlbergbahn, die über den Arlberg weiter nach Vorarlberg führt. Am Bahnhof Landeck-Zams halten sowohl internationale Fernverkehrszüge als auch viele Regionalzüge. Die Inntal-Autobahn A 12 verbindet Landeck mit Innsbruck; westlich von Landeck führt sie als Arlberg Schnellstraße S 16 weiter, welche die Stadt nördlich mit Hilfe eines Tunnels umfährt.
In Richtung Süden führt die Verbindung über den Reschenpass nach Südtirol/Italien und ins Engadin/Schweiz. Dieser Verkehr wird heute überwiegend durch den 2000 eröffneten Landecker Tunnel an der Stadt vorbei geleitet. Somit bleibt die Stadt heute sowohl vom West-Ost-Verkehr als auch Verkehr Richtung Süden verschont, der früher zur Gänze durch das Stadtzentrum verlief und in den 1970er- und 1980er-Jahren in der Haupturlaubszeit zu massiven Verkehrsstaus führte.
Landeck sollte zudem Ausgangspunkt der nach Mals im Vinschgau und ins Engadin geplanten Reschenbahn sein. Die Bauarbeiten wurden sowohl während des Ersten als auch des Zweiten Weltkrieges in Angriff genommen, wobei dabei jeweils militärstrategische Gründe ausschlaggebend waren. Für den südlichen Stadtrand war eine eigene Haltestelle geplant. Die nicht mehr fertiggestellte Trasse ist im Stadtgebiet entlang des Innufers noch gut erkennbar.
Landeck liegt am Fernradweg, der als Via Claudia Augusta entlang einer gleichnamigen antiken Römerstraße verläuft.

## Politik

### Gemeinderat
Die letzte Gemeinderatswahl fand am 27. Februar 2022 statt.
Dabei erfolgte folgende Mandatsverteilung:
- ÖVP 10
- SPÖ 9

Der direkt gewählte Bürgermeister Herbert Meyer von der ÖVP errang 55,06 % der Stimmen.

### Bürgermeister
- Joseph Johann Pircher, Erster Bürgermeister der neuen Gemeinde Landeck (4. Oktober 1900 bis 4. Oktober 1903), Friedhofserweiterung, Bau des Schul- und Gemeindehauses für die junge Gemeinde.
- Franz Handle (6. Oktober 1903 bis 12. Mai 1919), Sicherung der Wasserversorgung durch die Quellfassungen am Thial, 1904 Marktrecht. Zusammenbruch der Monarchie und bittere Not der Nachkriegszeit.
- Franz Schrott (15. Mai 1919 bis 2. Dezember 1919), der Deutschfreiheitliche gelangte durch eine Allianz mit den Sozialdemokraten ins Amt, bekleidete dieses aber nur ein halbes Jahr.
- Josef Alois Propst (2. Dezember 1919 bis 28. November 1925), setzte wieder die Liste der christlich-sozialen Bürgermeister fort. Stadterhebung 1923.
- Josef Hamerl (28. November 1925 bis 14. Dezember 1928), Bau des Schwimmbades, Brückenwaage, Grinner Wasserleitung, Hauptschule, Pflasterung der Maisengasse. Heftige Auseinandersetzungen mit den Sozialdemokraten.
- Ehrenreich Greuter senior (14. Dezember 1928 bis 18. April 1934, zwischenzeitlich Amtsverwalter 3. Oktober 1932 bis 19. Mai 1933), kämpfte mit den verheerenden Auswirkungen der Weltwirtschaftskrise auf den Ort, blieb nach den Gemeinderatswahlen von 1933 nur dank eines Losentscheids zu Ungunsten seines nationalsozialistischen Gegenspielers Hans Bernard im Amt, erlebte in der Folge das Parteiverbot der Sozialdemokratischen Partei.
- Johann Weiskopf (24. April 1934 bis 13. März 1938), Kasernenbau; von 24. April 1934 bis 23. Dezember 1935 nur Amtsverwalter, da der Gemeinderat infolge des Verbots der NSDAP und der Sozialdemokratischen Partei nicht mehr beschlussfähig war. Im Dezember 1935 vom demokratisch nicht legitimierten Gemeindetag zum Bürgermeister des austrofaschistischen Landeck gewählt.
- Rudolf Josef Bunza, kommissarischer Bürgermeister (13. März 1938 bis 19. September 1939), von den Nationalsozialisten eingesetzt. Als Blutordensträger langjähriges Parteimitglied. Etablierung des Führerprinzips auf Gemeindeebene. Zusammenschluss mit Zams am 14. Juli 1938. Errichtung sozialer Wohnbauten und der Südtirolersiedlungen in Landeck und Zams. Heftige Auseinandersetzungen mit Gauleiter Franz Hofer.
- Hermann Bursian (19. September 1939 bis 4. Mai 1945), siedelte im Pfarrwidum das Rathaus an und ging gerichtlich auch gegen das Kapuzinerkloster in Perjen vor; Enteignung zahlreicher Grundstücke für den Kasernenausbau, Pläne für großzügige Friedhofserweiterung
- Wilhelm Koubek, amtierte als von den Amerikanern am 5. Mai 1945 eingesetztes NS-Opfer nur in den ersten Nachkriegstagen.
- Josef Egger, amtierte nur bis 14. Juni 1945, bis er kurzfristig als NS-Verfolgter Bezirkshauptmann wurde.
- Adalbert Krismer (14. Juni 1945 bis 2. Mai 1946), fiel bei der französischen Besatzungsmacht in Ungnade
- Josef Jöchler (21. März 1946 bis 2. Mai 1946), agierte nur interimistisch
- Stefan Zechner (2. Mai 1946 bis 9. Juni 1948), der Innsbrucker führte die Gemeinde bis zur ersten Gemeinderatswahl nach dem Krieg, weil von den politisch unbelasteten Gemeinderäten keiner bereit war, die Aufgabe zu übernehmen.
- Hans Zangerl (9. Juni 1948 bis 18. März 1956), erster demokratisch gewählter Bürgermeister nach dem Krieg (ÖVP). Bau der Gemeindehäuser in der Salurner Straße und der Siedlung in der Kreuzbühelgasse. Ankauf des Hotels „Goldener Adler“ (später Schleifung und Errichtung des Stadtplatzes), Bau des Schulhauses in Perjen, Adaptierung der Schentenvilla als Rathaus. Abzug der französischen Besatzungssoldaten 1955.
- Ehrenreich Greuter jun. (ÖVP, 18. März 1956 bis 20. Mai 1966), Bezug des neuen Rathauses am Schenten, Bau der Blockhäuser auf der Öd.
- Anton Braun (ÖVP, 20. Mai 1966 bis 7. Juli 1988), Errichtung des zentralen Feuerwehrhauses, des Altersheimes, Baumaßnahmen an der Volksschule Angedair und am Schülerheim, Neuerrichtung der Gerber-, Burschl- und Perjener Brücke; West-Ost-Umfahrung durch den Perjentunnel
- Reinhold Greuter (ÖVP, 7. Juli 1988 bis 15. März 1998), erster direkt gewählter Bürgermeister der Stadt Landeck. Errichtung des Stadtsaals, der Tiefgarage und der neuen Fußgängerbrücke von Perfuchs nach Angedair, Ausgestaltung der Malserstraße und Verbesserung der Wasserversorgung.
- Engelbert Stenico (SPÖ, 15. März 1998 bis 18. November 2012), legte sein Hauptaugenmerk auf soziale Fragen, Engagement für das Asylbewerberheim in der Kaifenau. Realisierung der Südumfahrung; Verbauung des Wienerwaldareals im Stadtzentrum. Starb bei einer Wandertour.
- Herbert Mayer (ÖVP), führte nach dem Tod von Engelbert Stenico als Vizebürgermeister übergangsweise vom 18. November 2012 bis 3. März 2013 die Amtsgeschäfte.
- Wolfgang Jörg (ÖVP), siegte am 3. März 2013 und am 28. Februar 2016 bei den Bürgermeisterwahlen. Einrichtung des sechssemestrigen Bachelorstudiums für „Wirtschaft, Gesundheit und Sporttourismus“. Seit Herbst 2019 „Masterstudium in nachhaltiger Regional- und Destinationsentwicklung“, das zu rund einem Viertel in Landeck stattfindet. Umbau und Revitalisierung der Volksschule Landeck-Angedair. Coronakrise mit dem Bezirk Landeck als Hotspot. Rücktritt mit 31. Mai 2020 wegen einer Verurteilung durch das Landesverwaltungsgericht wegen der illegalen Beschäftigung von Asylwerbern durch die Venet Bergbahnen AG.
- Thomas Hittler (ÖVP), interimistisch in seinem Amt als Vizebürgermeister ab 1. Juni 2020 bis 29. Dezember 2020 nach dem Rücktritt von Wolfgang Jörg.
- Herbert Mayer (ÖVP), seit 29. Dezember 2020: Mit Dezember 2021 Einrichtung von einem Talkesselmanagement im Rahmen der Strategie „Landeck 2032“. Errang bei der Bürgermeisterdirektwahl am 27. Februar 2022 55,06 % der Stimmen. Neuer Kindergarten Urichstraße 2024–2026. Einstieg der Pletzer Gruppe in die Venet Bergbahnen zu 80 % nach 10,5 Mrd.-Investition der Alteigentümer.

### Wappen
Das Wappen wurde Landeck anlässlich der Stadterhebung 1923 verliehen. Es zeigt einen grünen Dreiberg. Dieser steht für die drei Einzelgemeinden. Darüber ist die dreiteilige Burg, welche Landeck den Namen gab, sowie der Tiroler Adler zu sehen. Entworfen wurde das Wappen vom Innsbrucker Maler Ludwig Sturm.

## Persönlichkeiten
- Anton Braun (1925–2014), Bürgermeister 1966–1988
- Herbert Danler (1928–2011), bedeutender akademischer Maler. War 1957 bis 1984 Kunsterzieher am BRG/BORG Landeck
- Alois Fischer (1796–1883), Hofkommissär von Tirol und Statthalter in Oberösterreich
- Alois Flir (1805–1859), Universitätsprofessor, Päpstlicher Hausprälat, Richter am Päpstlichen Gerichtshof
- Leonhard Gienger zu Rotenegg (1514–1588), 1548–1588 Pfleger zu Landeck und Pfunds
- Hermann A. Griesser (1937–2021), Journalist und Leitender Redakteur bei den Zeitungen Welt und Münchner Merkur
- Walter Guggenberger (* 1947), Nationalratsabg. 1983–1999, Landtagsabg. u. Klubobmann der SPÖ 1999–2003, Leiter des Bundessozialamtes in Innsbruck 1986–2012, Gründer vom Verein Gedenkdienst
- Vinzenz Hirn (1886–1960), 1918–1928 Gerichtsvorsteher in Landeck, 1946–1957 Hofrat des Verfassungsgerichtshofs in Wien
- Chryseldis Hofer-Mitterer (1948–2017), Künstlerin
- Sepp Jöchler (1923–1994), Extrembergsteiger
- Wolfgang Konrad (* 1958), Leichtathlet
- Julius Graf Marzani (1879–1961), Landecker Bezirkshauptmann 1919–1931, Mitglied des Verwaltungsgerichtshofes in Wien
- Dietmar Mössmer (1955–2025), Schauspieler
- Isidor Müller (1827–1900), Jurist, Schriftsteller, Verleger, Fotograf, Alpinist und Förderer des Fremdenverkehrs
- Gerald Kurdoğlu Nitsche (* 1941), Künstler
- Michael und Martin Öttl (* 1969 bzw. 1968), Gitarrenduo
- Hans Patsch (1600–nach 1646), Barockbildhauer
- Karl Paulmichl (1873–1933), Baumeister, Architekt
- Daniela Pintarelli (* 1983), Radrennfahrerin
- Gabriel Prantauer (1730–1797), Kapuzinerprovinzial
- Michael Schneider (* 1967), bildender Künstler
- Oswald von Schrofenstein (1434–1497), 1474 und 1481 mit Sigmundsried belehnt, seit 1488 Pfleger von Landeck
- Josef Schumacher (1894–1971), Bezirkshauptmann von Landeck 1933–1935, Landeshauptmann von Tirol 1935 bis 13. März 1938
- Raoul Schrott (* 1964), Autor
- Maria Spötl (1898–1953), Künstlerin
- Josef Paul Stapf (1762–1809), Mathematiker
- Dominikus Trenkwalder (1841–1897), Bildhauer
- Hans Ritter von Urich (1839–1913), Oberst, Kommandant des Kaiserjägerregiments 1890–1895
- Hans Wulz (1909–1985), Maler und Restaurator

## Bilder

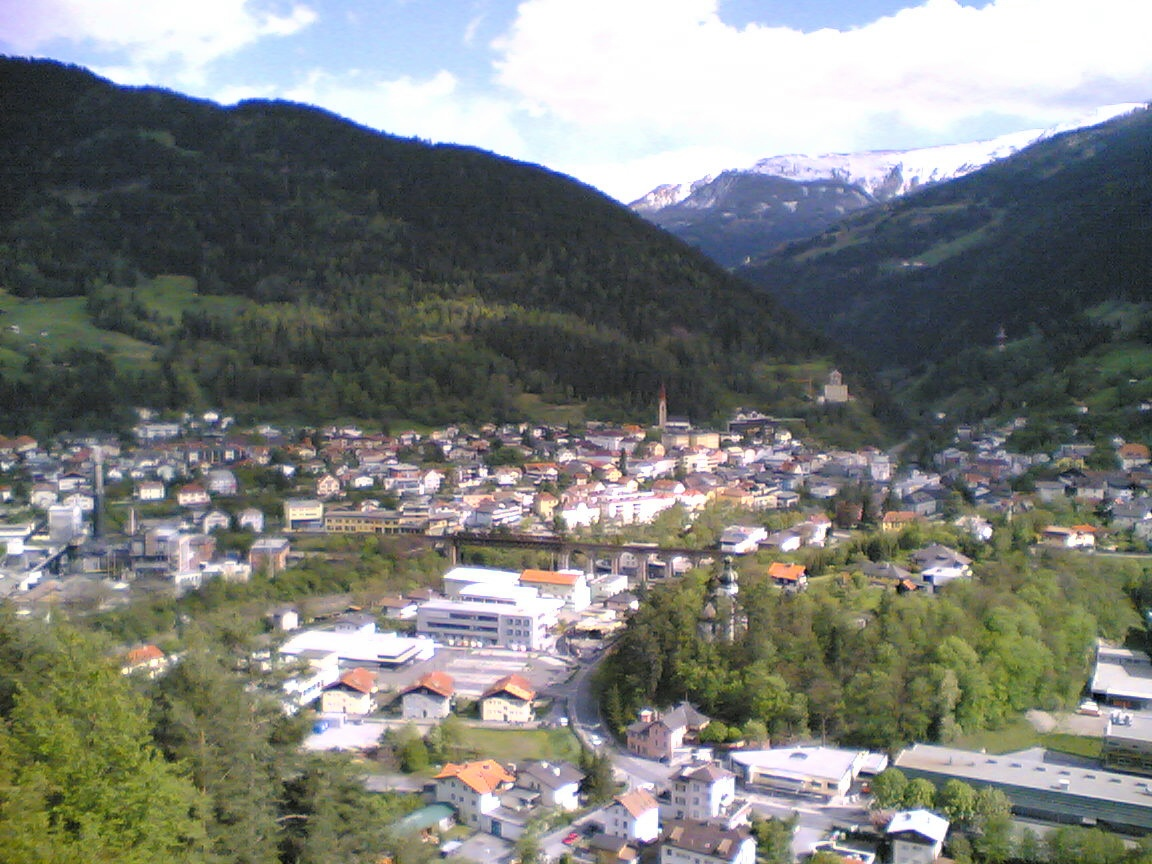
Blick auf Landeck Richtung Süden; mittig die Innbrücke der Arlbergbahn
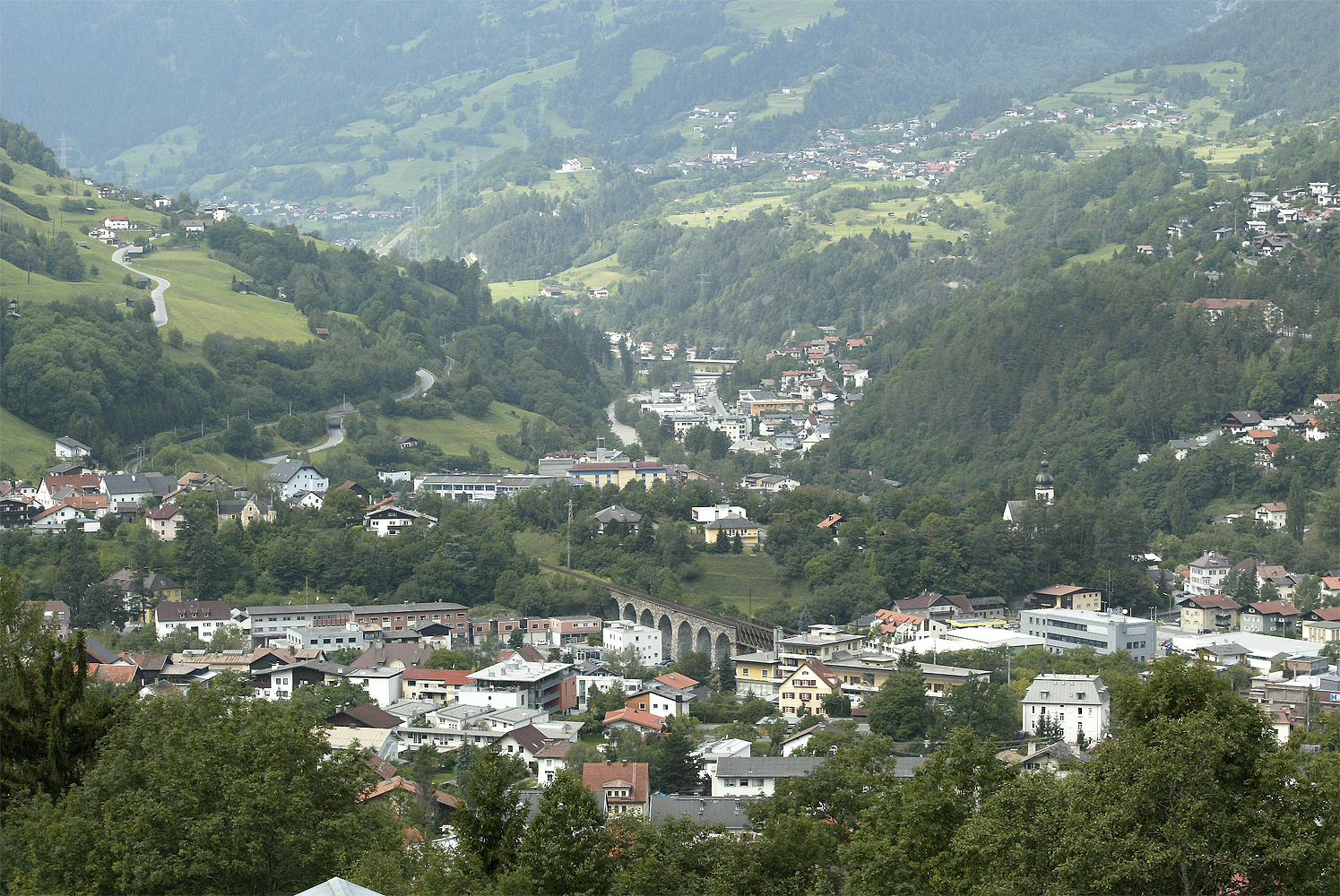
Blick auf Landeck Richtung Westen; mittig die Innbrücke der Arlbergbahn. Im Hintergrund rechts Grins
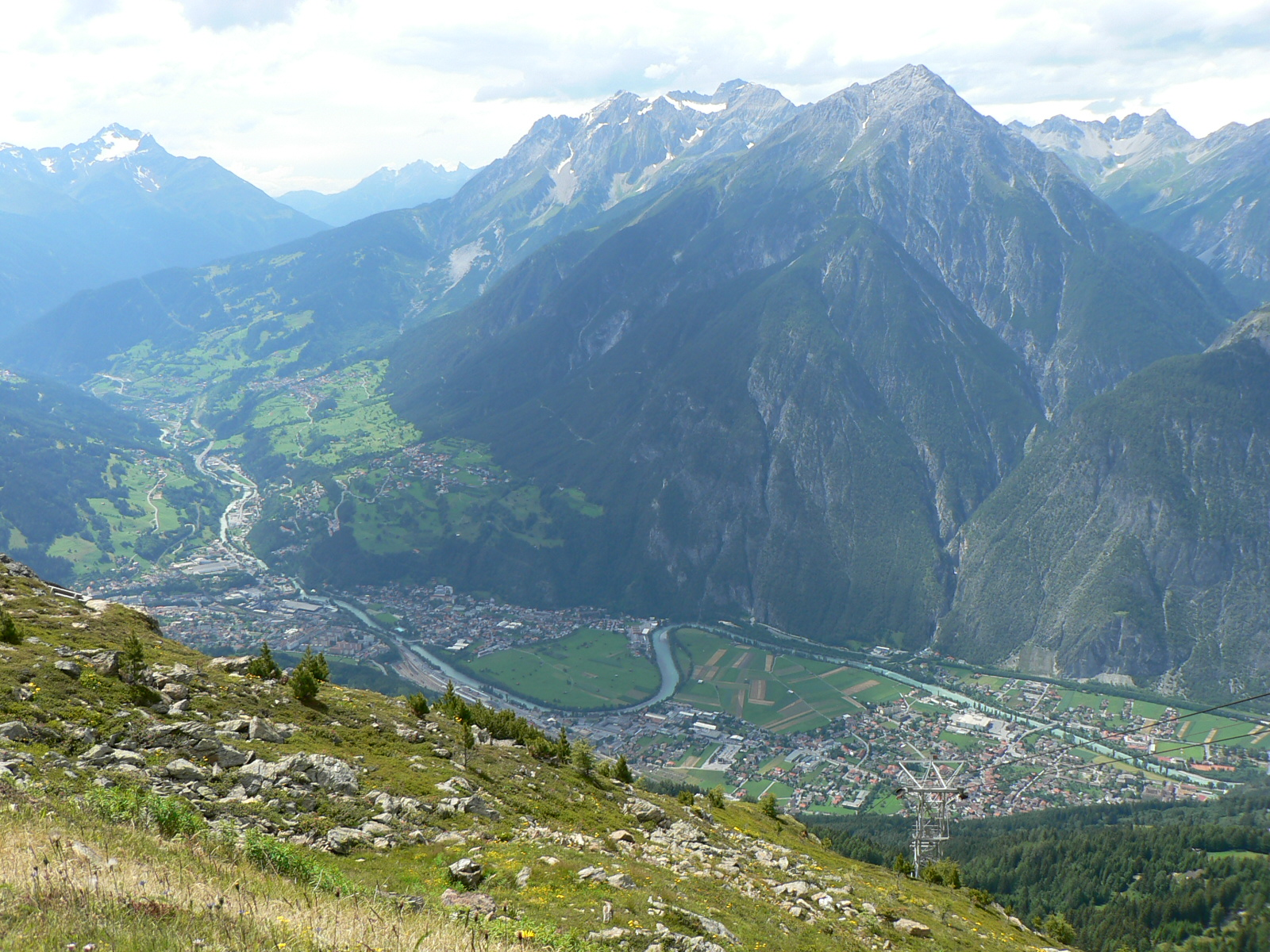
Blickrichtung Nordwesten auf Landeck von Krahberg aus; rechts unten im Tal Zams; halbrechts im Mittelgrund Rauer Kopf, links dahinter schneebedeckt die Parseierspitze; links hinten der Hohe Riffler mit dem Flirscher Ferner
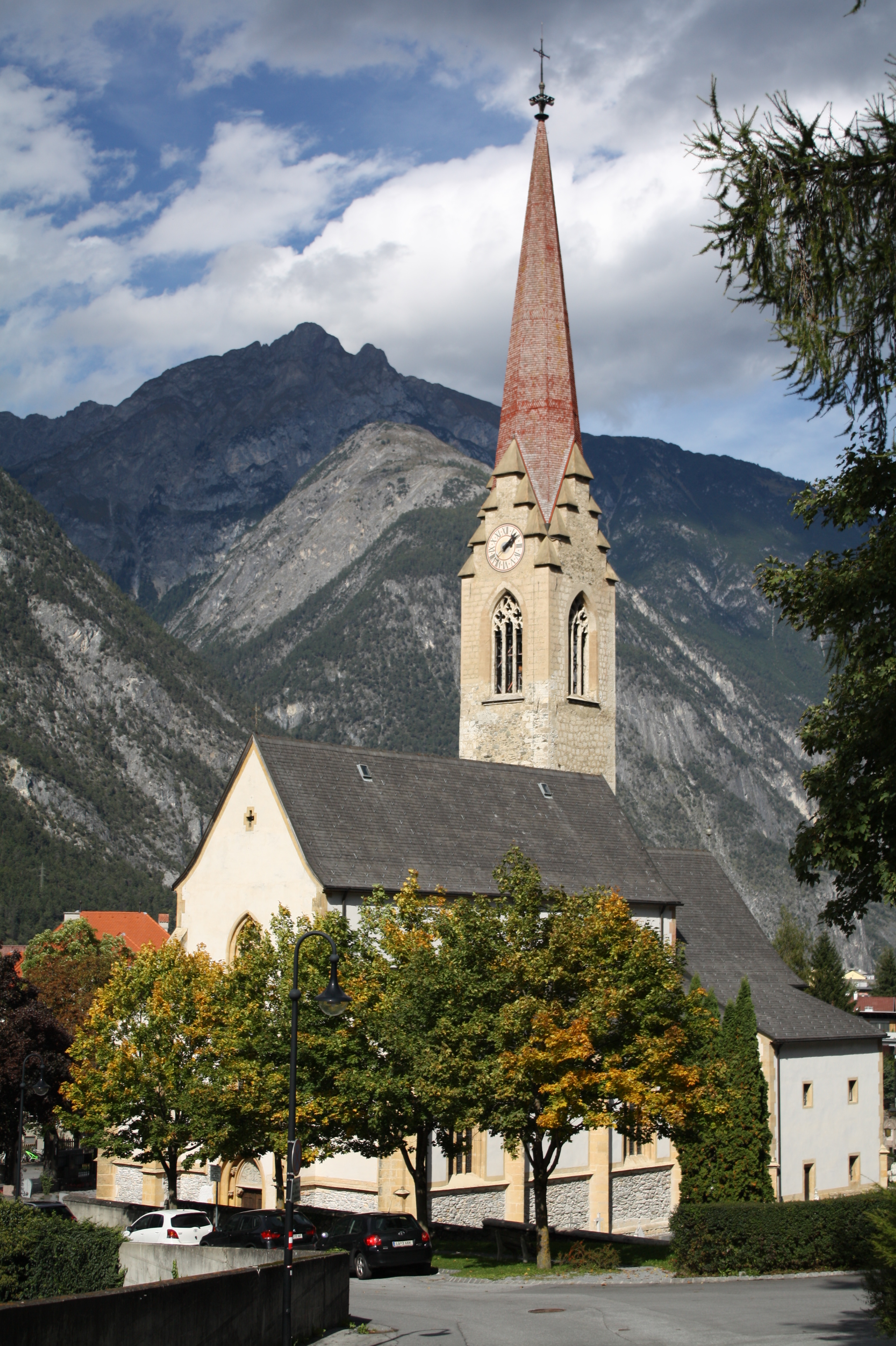
Pfarrkirche Mariä Himmelfahrt
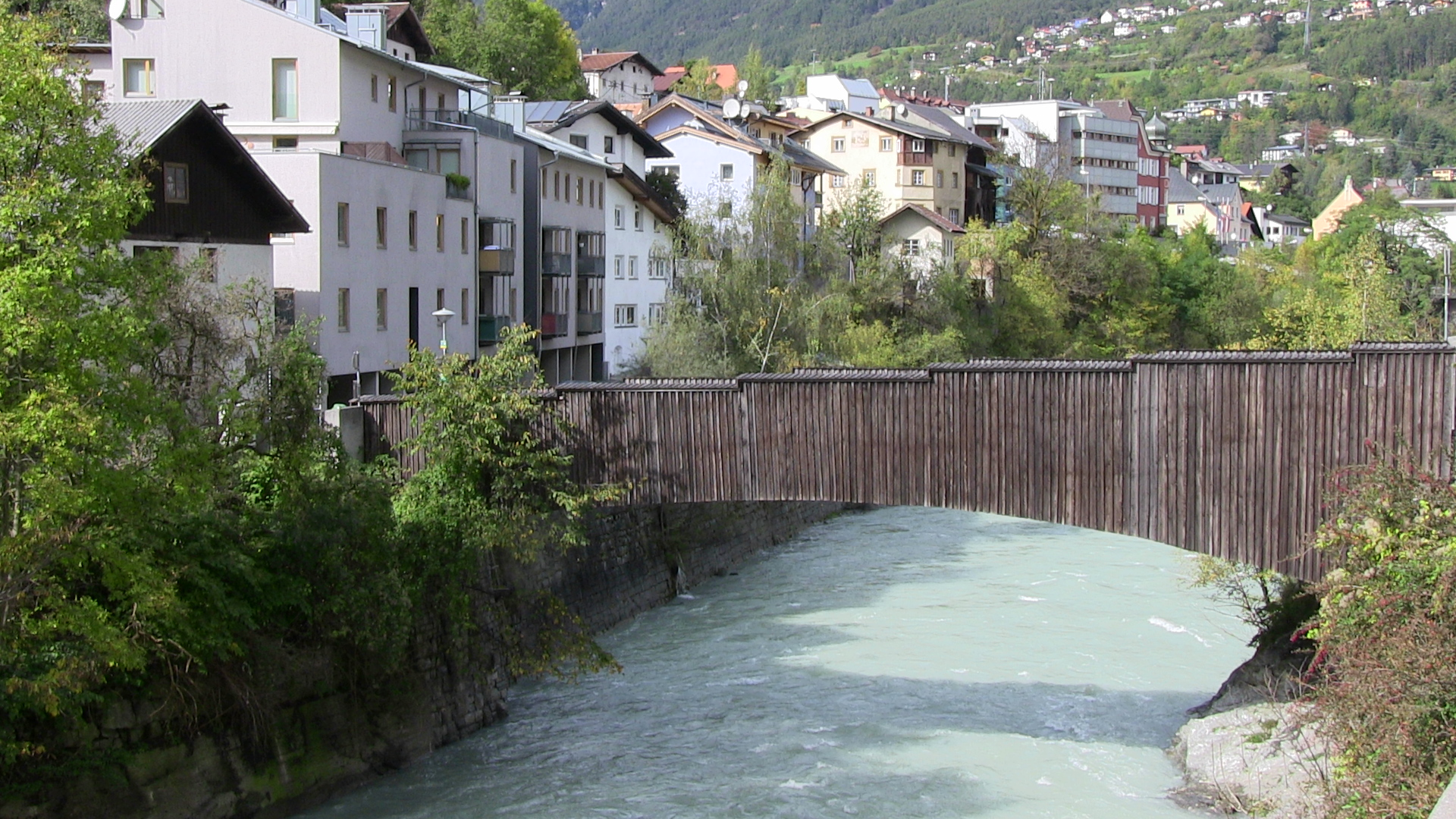
Gerberbrücke über den Inn
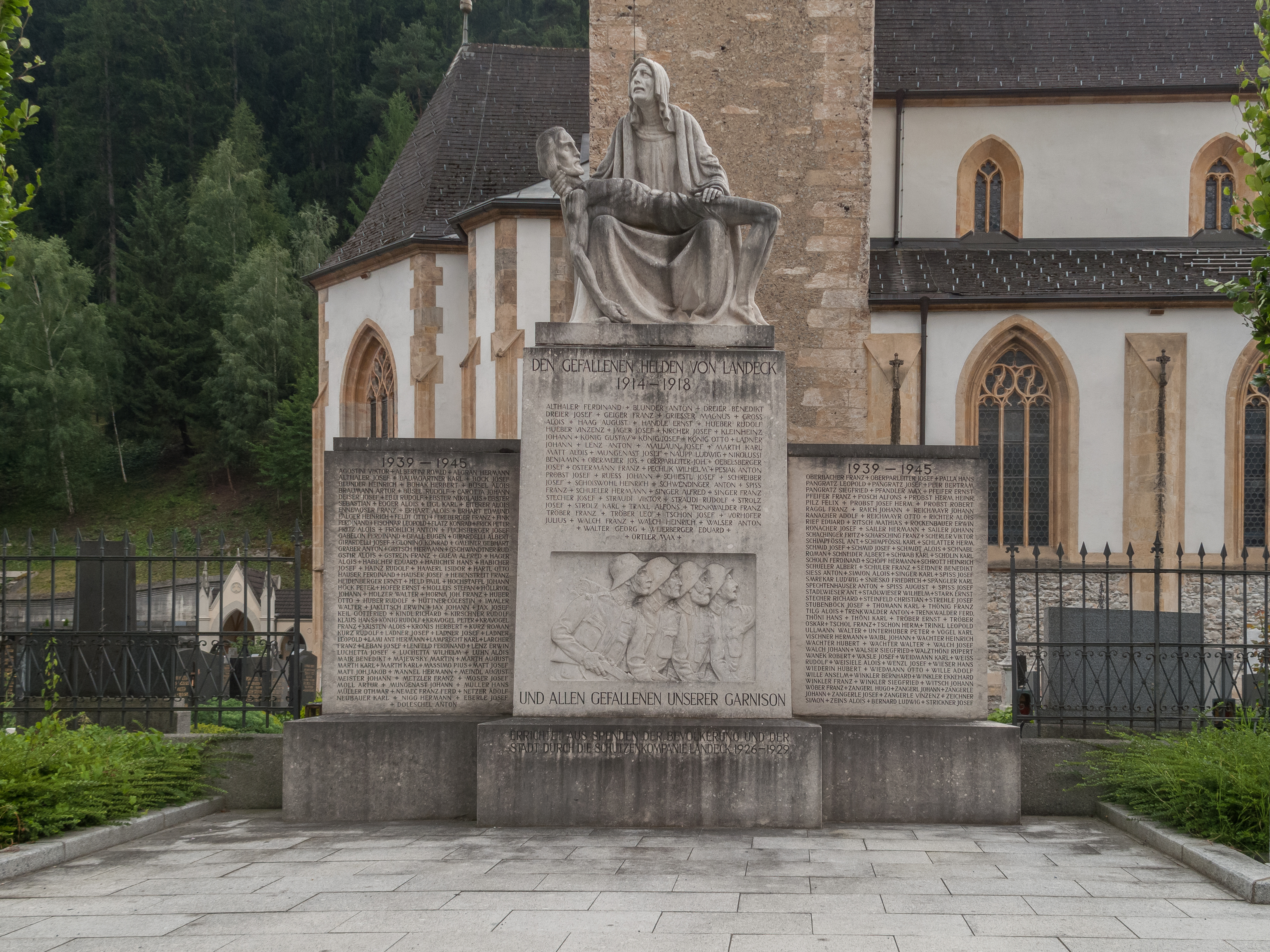
Kriegerdenkmal